# Marion Gräfin Dönhoff

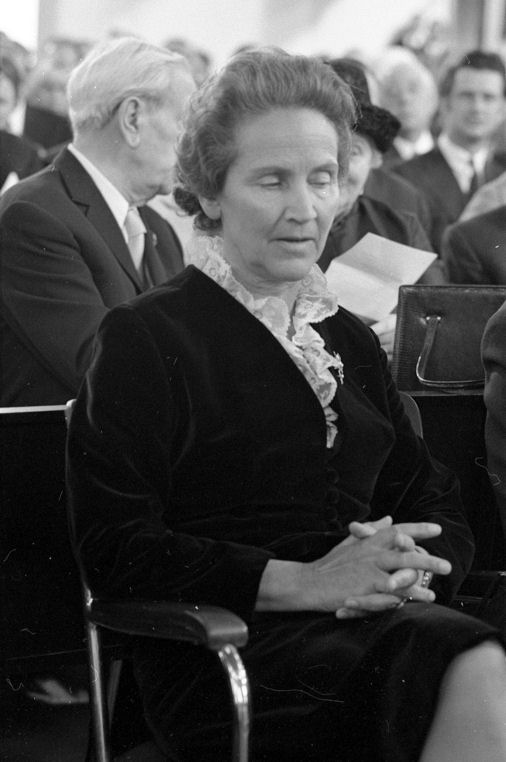
Marion Gräfin Dönhoff in der Frankfurter Paulskirche anlässlich der Verleihung des Friedenspreises des Deutschen Buchhandels am 17. Oktober 1971

Marion Hedda Ilse Gräfin Dönhoff (* 2. Dezember 1909 auf Schloss Friedrichstein in Ostpreußen; † 11. März 2002 auf Schloss Crottorf bei Friesenhagen, Rheinland-Pfalz) war Chefredakteurin und Mitherausgeberin der deutschen Wochenzeitung Die Zeit. Sie gilt als eine der bedeutendsten Publizistinnen der Nachkriegszeit in Deutschland.
Marion Gräfin Dönhoff wurde für ihre Tätigkeit mit zahlreichen Auszeichnungen geehrt, unter anderem mit dem Friedenspreis des Deutschen Buchhandels. Als Buchautorin – sie schrieb mehr als zwanzig Bücher – war sie ebenfalls erfolgreich. Ihre bekanntesten Titel sind Namen, die keiner mehr nennt, die Geschichte ihrer Familie und der ostpreußischen Heimat, und Um der Ehre willen, persönliche Erinnerungen an ihre Freunde, die am Widerstand gegen das NS-Regime teilgenommen und ihr Leben verloren hatten. Nach ihr ist der Marion-Dönhoff-Preis benannt, der seit 2003 für internationale Verständigung vergeben wird.

## Leben

### Familie, Kindheit und Ausbildung

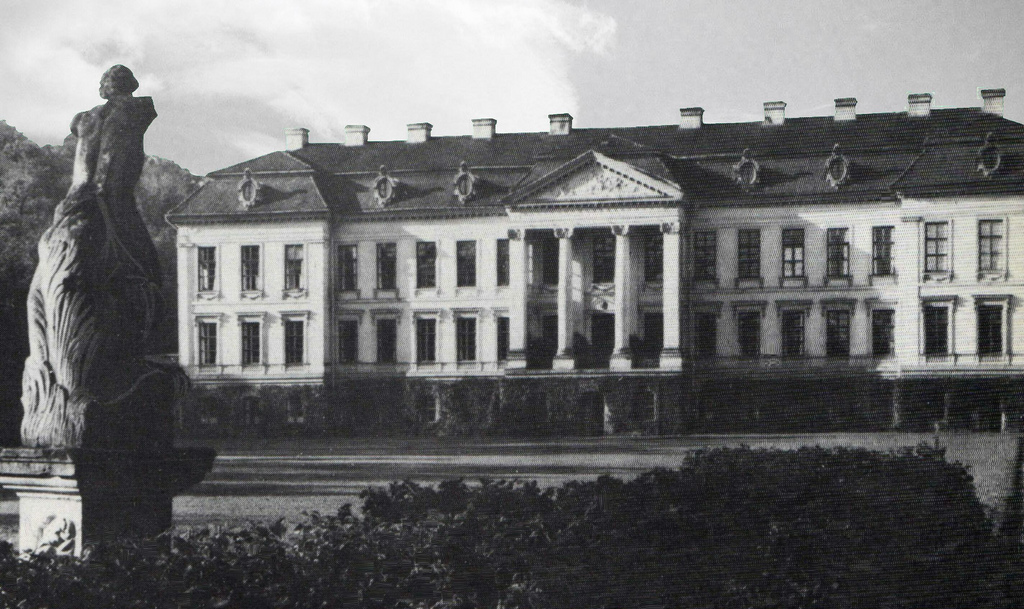
Friedrichstein, das Schloss der Dönhoffs in Ostpreußen, Aufnahme aus dem Jahr 1927. Friedrichstein wurde Ende Januar 1945 von der Roten Armee in Brand gesetzt und zerstört.

Marion Gräfin Dönhoff wurde als jüngstes von acht Kindern der Familie Dönhoff auf Schloss Friedrichstein geboren. Ihre Mutter war Maria Gräfin Dönhoff, geborene von Lepel (1869–1940), eine Hofdame der letzten Kaiserin Auguste Victoria. Ihr Vater war der Diplomat und Politiker August Graf Dönhoff (1845–1920). Sie wuchs auf dem Familienschloss Friedrichstein in Ostpreußen, 20 Kilometer östlich von Königsberg, auf. Der Vater starb 1920, als sie zehn Jahre alt war.
Zu Marion Dönhoffs besten Freunden gehörten ihr Cousin Heinrich von Lehndorff und seine Schwester Karin, genannt Sissi (1910–2001), die auf Schloss Preyl lebten, etwa 15 Kilometer westlich von Königsberg gelegen. Zeitweilig hatten sie im Austausch gemeinsamen Unterricht bei Hauslehrern und verbrachten ihre Freizeit miteinander. Sie unternahmen oft ausgedehnte Ausritte und nahmen an Treibjagden teil.
Im Jahr 1924 überlebte Marion Dönhoff einen schweren Unfall, als sie als Insassin mit mehreren anderen Kindern in einem Auto bei der Rückfahrt von einem Ausflug ins Ostseebad Cranz in den Pregel stürzte. Sie konnte sich als letzte aus dem Wagen befreien. Ihre Cousine Huberta Kanitz und Franz Coudenhove wurden Stunden später tot geborgen. Um sie vom Unglücksort fernzuhalten, schickte die Familie sie auf ein Mädchenpensionat in Berlin, gegen dessen strenge Regeln das junge Mädchen rebellierte. Nach zwei Jahren durfte sie an ein Gymnasium nach Potsdam wechseln, wo sie bei einer befreundeten Familie wohnte und als einziges Mädchen in einer Jungenklasse 1929 das Abitur bestand. Anschließend besuchte sie eine Haushaltsschule in Samedan bei St. Moritz, machte eine zweimonatige Rundreise durch die USA und verbrachte ab Dezember 1930 eine längere Zeit in der Nähe von Nairobi bei ihrem Bruder Christoph, mit dem sie auf Safari ging.

### Studium
Im Sommer 1931 begann Dönhoff das Studium der Volkswirtschaftslehre an der Universität Königsberg und wechselte zum Wintersemester an die Universität Frankfurt am Main. Sie schloss dieses Studium mit dem Ende des Wintersemesters 1933/34 als diplomierte Nationalökonomin ab; das Abgangszeugnis datiert vom 2. Mai 1934. Im selben Jahr wechselte Dönhoff nach Basel, wo sie 1935 bei Edgar Salin mit dem Prädikat summa cum laude zum Dr. rer. pol promoviert wurde. Ihre Dissertation behandelte das Thema Entstehung und Bewirtschaftung eines ostdeutschen Großbetriebes. Die Friedrichsteiner Güter von der Ordenszeit bis zur Bauernbefreiung, herausgegeben 1935 in Königsberg. Eine angekündigte Fortsetzung schrieb Dönhoff nicht mehr.
In Frankfurt wohnte Gräfin Dönhoff in der Wiesenhüttenstraße 11 bei Familie von Metzler und fand Aufnahme in den Kreis um Kurt Riezler. Nach Frankfurt wechselte sie, weil sie „vor allem die volkswirtschaftlichen Kollegs von Adolf Loewe hören“ wollte. Hier lernte sie auch den Historiker Ernst Kantorowicz kennen, „mit dem sie über die Frankfurter Zeit hinaus freundschaftlich verbunden blieb“. Einem Nachkriegsinterview zufolge wurde sie wegen ihrer Sympathie für die Linken als „rote Gräfin“ tituliert. Sie habe sich gegen „braune“ Studenten gewehrt, kommunistische Versammlungen besucht und Flugblätter verteilt.
Den Wechsel nach Basel stellt sie rückblickend in den Zusammenhang der Machtübertragung an die Nationalsozialisten: Sie stellte fest, „daß ich nur bei Leuten gearbeitet habe, die bestimmt fort sind, bei den Zurückgebliebenen nicht einmal eine Vorlesung belegt habe“. Sie habe ursprünglich über Karl Marx promovieren wollen; dem stand ein Vorschlag Salins über das „Siedlungswesen in Ostpreußen“ entgegen. Nach einem Besuch des Doktorvaters in Friedrichstein einigten sie sich auf das endgültige Thema.
Ihr Bruder Christoph war entschiedener Nazi und Ortsgruppenleiter der NSDAP in Kenia und auch ihr Bruder Dietrich war Mitglied der NSDAP. „Niemand hatte davon erfahren“, sagt der ehemalige „ZEIT“-Herausgeber Theo Sommer und fügt halb entschuldigend hinzu: „Sie hat aber auch nie über ihre Rolle im Widerstand gesprochen.“
Reisen führten Marion Dönhoff in den 1930er Jahren durch mehrere europäische Länder, so nach Polen, auf den Balkan bis nach Albanien, nach Italien, Großbritannien, nach Frankreich und in die Schweiz. Im April 1940 besuchte sie Moskau, noch einmal im November 1940 auf der Durchreise zu einem Aufenthalt in Persien.

### Zweiter Weltkrieg und Flucht

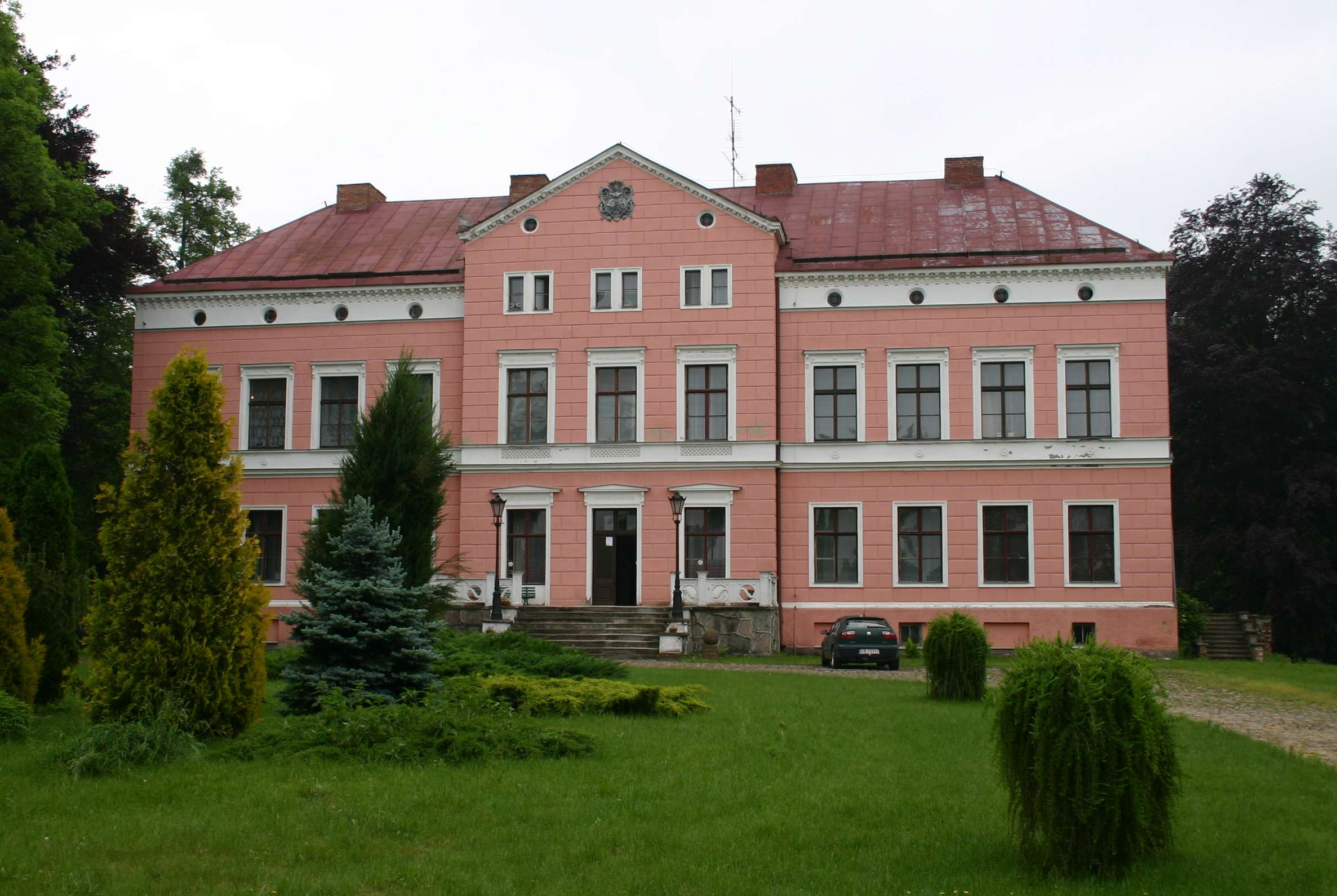
Schloss Quittainen, Mai 2007

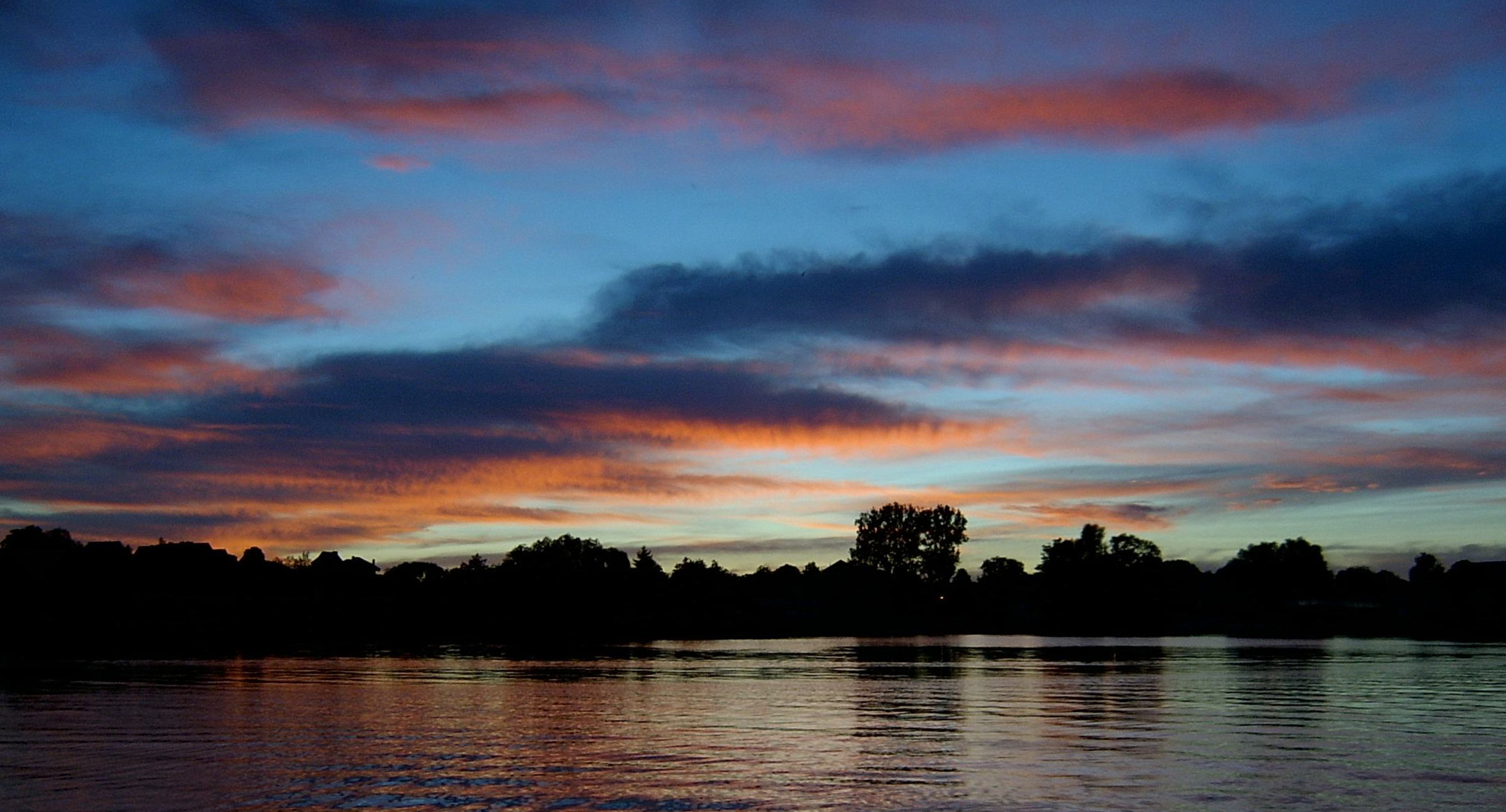
Masurische Seenlandschaft bei Mikołajki (Nikolaiken)

Von 1939 bis zum Januar 1945 verwaltete Dönhoff das ostpreußische Familiengut Quittainen in der Nähe von Preußisch Holland. Sie wohnte nicht im Schloss Quittainen, sondern im nahe gelegenen Rentamt, da ein entfernt verwandter Onkel das Schloss bewohnte. Sie vertrat ihren Bruder Dietrich, den Verwalter Schloss Friedrichsteins, während seines Kriegsdiensts. Er wurde im März 1943 unabkömmlich gestellt und übernahm erneut die Verwaltung.
Als denkwürdiges Ereignis dieser Zeit schildert Dönhoff rückblickend einen fünftägigen Ritt mit Sissi von Lehndorff 1941, der durch Masuren von Allenstein über Nikolaiken nach Steinort führte. Sie habe die Heimat zu dieser Zeit schon als verloren angesehen und von ihr auf diese Weise Abschied nehmen wollen.
Dönhoffs ältester Bruder Heinrich, Hauptmann und Bataillonskommandeur, kam im November 1942 durch den Absturz seines Kurierflugzeugs ums Leben. Der dritte Bruder, Christoph, war seit 1940 bei der Auslandsorganisation für die NSDAP tätig, wurde 1944 zur Waffen-SS einberufen, war für das Reichssicherheitshauptamt und bis Kriegsende im diplomatischen Dienst in der Schweiz tätig.
Nach eigener Darstellung war Dönhoff an den Vorbereitungen des Putschversuchs vom 20. Juli 1944 gegen Adolf Hitler indirekt beteiligt und stand mit maßgeblichen Angehörigen des Widerstandes in Kontakt. Zu erwähnen ist hier insbesondere ihr wegen Beteiligung an dem Attentat hingerichteter Cousin Heinrich von Lehndorff. Dies wird unten ausführlich behandelt.
Im Januar 1945 floh Dönhoff vor der vorrückenden Roten Armee aus Quittainen nach Westdeutschland. Rückblickend schildert sie, dass sie zunächst eine von langer Hand vorbereitete Flucht zusammen mit einem Treck der Quittainer Gutsbewohner versucht habe. Diese gemeinsame Flucht endete bereits im 11 Kilometer entfernten Preußisch Holland: Aufgrund des Chaos auf den Straßen hätten ihre Gefährten dort beschlossen, selbst umzukehren, der Gräfin aber zur weiteren Flucht zu raten, da sie sonst von den Russen sicher erschossen würde. Bei klirrender Kälte und mit einem einzigen jugendlichen Begleiter begann Dönhoff so einen Ritt über 1200 Kilometer, der mit Stationen bei Standesgenossen und Freunden sieben Wochen dauern sollte. Endpunkt war das Wasserschloss der Grafen von Metternich in Vinsebeck bei Steinheim in Westfalen: Auf dem dortigen Gestüt habe sie ihrem Fluchtpferd Alarich eine neue Heimat geben können.
Von dort ging es für sie zunächst nach Brunkensen bei Alfeld (Leine) auf das Gut von Albrecht Graf von Goertz. Sie verfasste, vermutlich gemeinsam mit ihrem Nachbarn Gottfried von Cramm, zwei Memoranden mit der Schilderung des Widerstands aus ihrer Sicht, unter Angabe der erforderlichen Nachkriegsmaßnahmen für die Westalliierten. Die Schriften erweckten die Aufmerksamkeit des amerikanischen Geheimdienstoffiziers Jayes H. Hatcliff jr.; dieser vermerkte am 19. Mai 1945 – zwei Tage nach dem Gespräch –, die Zeugen Dönhoff und von Cramm böten ihre Dienste „in jeder Weise an, in der sie den Alliierten von Nutzen sein könnten“.
Im Winter 1945/1946 fuhr Dönhoff mit Richard von Weizsäcker und Axel von dem Bussche zum Nürnberger Prozess, in dem die Alliierten über die Hauptverbrecher wie Julius Streicher, Hermann Göring und Joachim von Ribbentrop zu Gericht saßen. Wie ihre Freunde war Dönhoff der Meinung, dass in Nürnberg nicht nur über Gräuel gegen andere Völker, sondern auch über die Verbrechen geurteilt werden sollte, die die Verantwortlichen am eigenen Volk begangen hatten.

### Journalistin und Herausgeberin

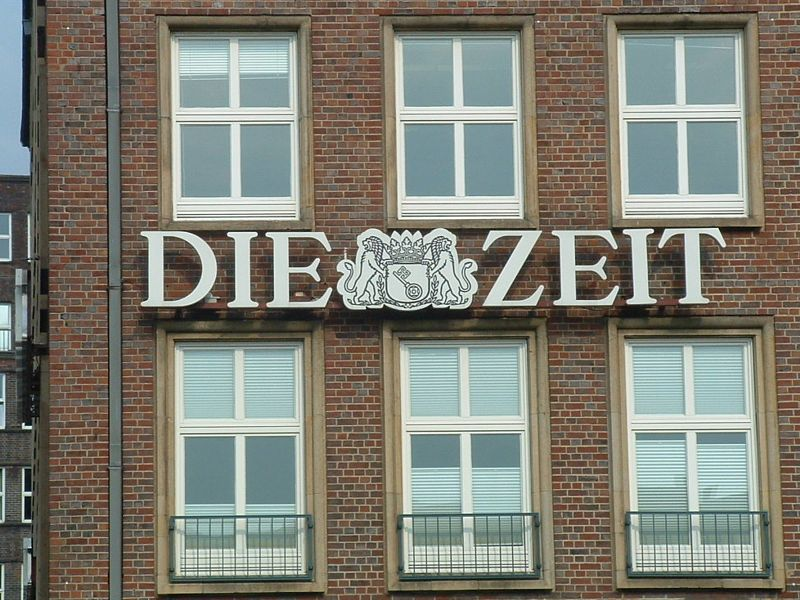
Das Logo „DIE ZEIT“ am Hamburger Pressehaus, seit Januar 2016 als Helmut-Schmidt-Haus bezeichnet

Der Text von Dönhoffs Memoranden erreichte die kleine Gründungsmannschaft der Zeit, die im Jahr 1946 von der britischen Besatzungsmacht in Hamburg die Lizenz zur Gründung einer Wochenzeitung erhalten hatte. Die vier Gründungsmitglieder waren Richard Tüngel, Ewald Schmidt di Simoni, Gerd Bucerius und Lovis H. Lorenz. Dönhoff erhielt in Brunkensen ein Telegramm, das sie zur Mitarbeit einlud. Sie sagte zu, reiste nach Hamburg und fand dort im Haus ihres Bekannten Erik Blumenfeld eine provisorische Unterkunft.
Ihre ersten beiden Beiträge erschienen in der fünften Ausgabe der Zeitung am 21. März 1946. Ihr Artikel Totengedenken 1946 fand auf der Hauptseite des Blattes seinen Platz, der zweite Beitrag Ritt gen Westen im Feuilleton. Wie ihre Kollegen schrieb sie Artikel gegen die von ihr empfundene Willkür der Besatzungsmächte und gegen die Demontage, was nicht ungefährlich war, da es zu einem Verbot der Zeitung hätte führen können. So wurde auch der erste Chefredakteur Ernst Samhaber bald von den alliierten Pressezensoren entlassen. Anfänglich schrieb Dönhoff in der Zeit noch verständnisvoll über Mitläufer bei den Krankenmorden und Teilnehmer an Massenexekutionen, und sie verteidigte einen Wehrmachtsgeneral wie Wilhelm Speidel. Die Nürnberger Gerichte habe die Gräfin als Erziehungsanstalten betrachtet, die sich nicht der „Majestät des Rechts“ beugten, sondern sich moralisch über das Tätervolk gestellt hätten. Sie habe den Anklägern „Hochmut und Hass, mal das naive Gerechtigkeitsempfinden eines Tertianers, ‚der Karl May liest‘ und ‚sich selbst stets in die Rolle des edlen Winnetou hineindenkt‘“, vorgeworfen. Im Dezember 1951 habe sie die Siegermächte beschuldigt, sie hätten „das Gift der Nazi-Epoche […] in unsere neue Zeit mit hineingetragen“.
Im Frühjahr 1947 erreichte Dönhoff der letzte Brief aus Ostpreußen, der vom Schicksal derjenigen Quittainer Gutsbewohner berichtete, die nicht in den Westen geflohen waren. Im Juni 1947 zitierte sie daraus in der Zeit, was ab dem 23. Januar 1945 in Quittainen geschehen war: Das Dorf habe bei der Ankunft der sowjetischen Besatzer an vielen Stellen gebrannt, viele Bewohner seien erschossen worden, darunter der Oberinspektor des Gutes, Klatt. Ab Februar 1945 seien viele Bewohner in Arbeitslager am Ural abtransportiert worden und dort teils gestorben; auch die in Quittainen Verbliebenen gingen davon aus, den Ort bald verlassen zu müssen.
Unter dem Eindruck der Ermordung des Grafen Folke Bernadotte in Jerusalem schrieb sie 1948 den umstrittenen Artikel „Völkischer Ordensstaat Israel“, in dem sie die israelische Regierung kritisierte und ihr unter anderem attestierte, auf einem Weg weit gelangt zu sein, „der erst vor kurzem ein anderes Volk ins Verhängnis geführt hat“.
1952 wurde Dönhoff Leiterin des Politikressorts und damit Nachfolgerin von Ernst Friedländer. Ihr Besuch 1953 des Prozesses zum Massaker von Oradour ließ ihren Zorn auf die alliierte Justiz wanken, wie ihr Biograf Gunter Hofmann schreibt. Im August 1954 verließ sie aus Protest gegen Artikel von Richard Tüngel, der unter anderem einen Text des NS-Staatsrechtlers Carl Schmitt veröffentlicht hatte, vorübergehend die Zeit. Ihre „Schmerzgrenze“ war erreicht. In einem Brief an Tüngel schrieb sie: „Soll man ehemalige führende Nazis […] in der ZEIT schreiben lassen oder nicht ? Ich verneine diese Frage. Sie dagegen sagen: ja, man soll es … Wer [aber] den Geist des Nationalsozialismus gepredigt hat oder die Sprachregelung der Presse gelenkt hat, soll für alle Zeiten von der Mitarbeit an einer politischen Zeitung wie der unseren ausgeschlossen werden“.
Sie ging nach London zur Sonntagszeitung The Observer. Die Liebe zu David Astor, dem Chefredakteur des Observers, von der einige Briefe zeugen, sei neben dem 20. Juli und der Hinrichtung ihres geliebten Vetters Heinrich Lehndorff das „mentale Zentrum ihrer Biografie“ gewesen, schreibt Dönhoffs Biograf Klaus Harpprecht. Ein Paar wurden die beiden jedoch nicht, da der Wille zur eigenen Unabhängigkeit zu wichtig war.
Im November 1954 schrieb Dönhoff dem Zeit-Verleger Gerd Bucerius: „Die überzeugenden und amüsanten Schreiber Friedlaender und Jacobi haben wir eingebüßt, und geblieben sind ausgerechnet Ernst Krüger und drei magenkranke, krätzebefallene, immer giftiger werdende alte Männer.“ Chefredakteur Tüngel verließ nach gerichtlichen Verfügungen 1955 das Blatt. Dönhoff kehrte zurück in ihre leitende Stellung und Bucerius brachte mit ihrer Hilfe die Zeitung auf liberalen Kurs. Ihre Zusammenarbeit war nicht immer spannungsfrei – so hatten sie durchaus unterschiedliche Ansichten über Politik und die Ausstattung der Zeit –, doch der Verleger spürte, dass Dönhoff Maßstäbe setzen konnte, die das Blatt zum Erfolg führen würden.

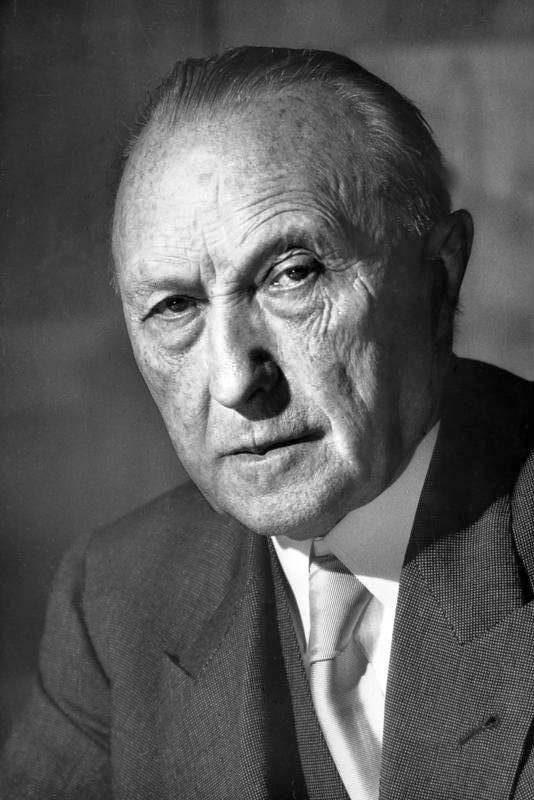
Konrad Adenauer, 1952

Dönhoff begleitete als Journalistin Konrad Adenauer auf seiner Moskaureise im September 1955 und war vom Ergebnis des Besuches sehr enttäuscht, da sie sich einen wesentlichen Fortschritt auf dem Weg zur Wiedervereinigung erhofft hatte. Deshalb beschuldigte sie den Bundeskanzler sogar des „Umfalls“.
Die schwierig verlaufenen Gespräche der adenauerschen Delegation in Moskau hatten als Konzession den Austausch von Botschaftern und die Freilassung der letzten zehntausend Kriegsgefangenen aus sowjetischen Lagern gebracht. Sie schrieb, dass Adenauer die Zeit nicht mehr verstehe, und warf ihm mit seiner Devise „Berlin darf nie wieder Hauptstadt werden“ „Preußenhass“ vor. Als große Leistung sah sie hingegen die Integration der Bundesrepublik in die freie Welt an, die Aussöhnung mit Frankreich und die Gründung der CDU als Partei beider großer Konfessionen.
Als im Oktober 1962 die Spiegel-Affäre die Bundesrepublik erschütterte, schrieb sie einen scharfen Leitartikel mit der Überschrift „Wer denkt noch an den Staat?“, in dem sie den Verfall politischer Moral beklagte. In diesem Jahr besuchte sie erstmals nach der Flucht Polen, was im Zusammenhang mit dem Erscheinen ihres Buches Namen, die keiner mehr nennt gesehen werden kann. Ein Jahr darauf veröffentlichte sie die Artikelsammlung Die Bundesrepublik in der Ära Adenauer. Kritik und Perspektive.

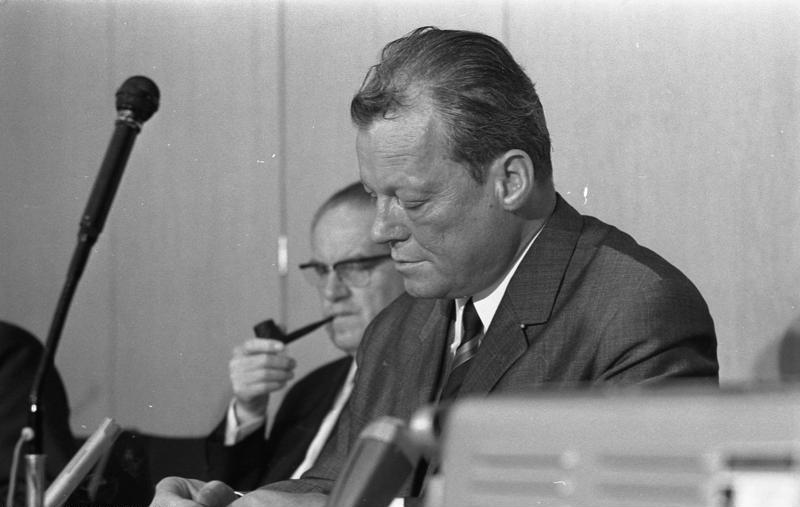
Willy Brandt, 1969

Im Jahr 1968 wurde die „Gräfin“, wie sie im Verlag genannt wurde, Nachfolgerin von Josef Müller-Marein in der Chefredaktion des renommierten Wochenblattes und blieb es bis 1972.
Bundeskanzler Willy Brandt lud Dönhoff im Jahr 1970 dazu ein, ihn zusammen mit Günter Grass, Siegfried Lenz und Henri Nannen auf der Reise nach Warschau zur Unterzeichnung des Warschauer Vertrags zu begleiten. Einen Tag vor Beginn der Reise sagte sie jedoch ab, da sie nicht in dem Moment anwesend sein wollte, der den Verlust ihrer Heimat Ostpreußen besiegelte: „[…] ein Glas auf den Abschluß des Vertrages zu trinken, das erschien mir plötzlich mehr, als man ertragen kann.“ Im folgenden Jahr erhielt Dönhoff am 17. Oktober 1971 für ihre Bemühung um eine Politik der Aussöhnung den Friedenspreis des Deutschen Buchhandels, der ihr in der Frankfurter Paulskirche verliehen wurde. Die Laudatio hielt der französische Politologe Alfred Grosser.

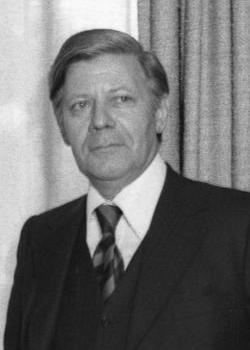
Helmut Schmidt, 1975

Ab dem Jahr 1973 gehörte sie dem Kreis der Herausgeber der Zeit an, deren Aufgaben sie bis zu ihrem Tod zusammen mit Helmut Schmidt erfüllte, der im Jahr 1983 hinzukam. Theo Sommer war ihr Nachfolger als Chefredakteur. Dönhoff und Schmidt waren freundschaftlich verbunden und hatten ein besonderes Vertrauensverhältnis zueinander. Sie tauschten sich über die Beiträge zur Zeitung aus und diskutierten die politische Lage. In ihrem Buch Menschen, die wissen, worum es geht aus dem Jahr 1976 war bereits zu diesem Zeitpunkt ein Beitrag über Helmut Schmidt enthalten, dessen Ausführlichkeit nur von dem Text über den amerikanischen Diplomaten und Historiker George F. Kennan, auch er ein Freund der Dönhoff, übertroffen wurde.

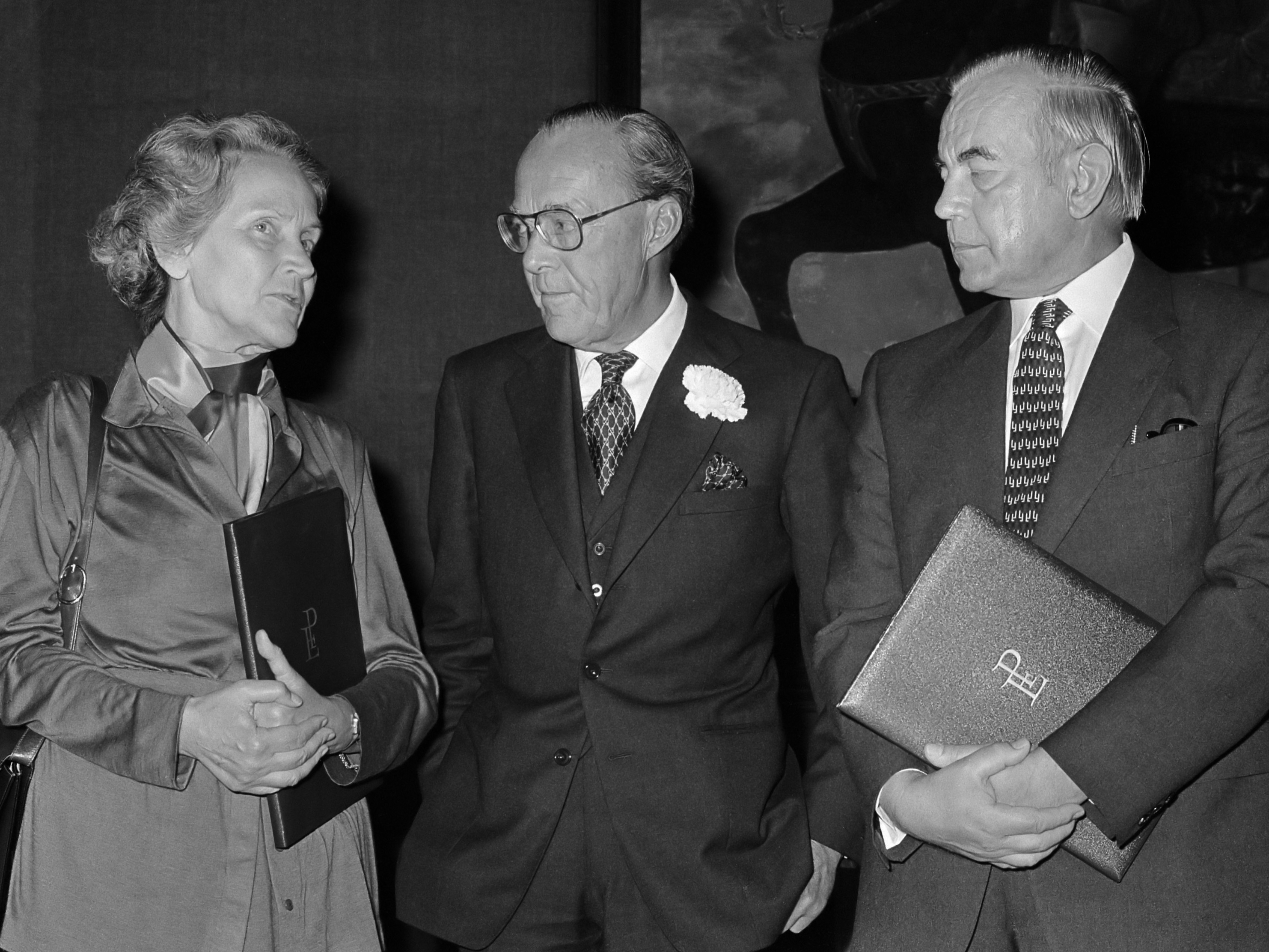
Marion Dönhoff, Bernhard zur Lippe-Biesterfeld und Fred Luchsinger anlässlich der Verleihung des Erasmuspreises an die Zeit und die Neue Zürcher Zeitung, 1979

Im Mai 1979 erreichte Dönhoff der Vorschlag von Willy Brandt, für die anstehende Wahl des Bundespräsidenten für die SPD zu kandidieren. Gegenkandidat der CDU war Karl Carstens. Sie lehnte den Vorschlag ab und schlug stattdessen Carl Friedrich von Weizsäcker vor, der ebenfalls ablehnte. Als sie daraufhin in die Bresche springen wollte, war ihr Annemarie Renger zuvorgekommen, die bei der Wahl Karl Carstens unterlag.
Dönhoff fuhr bis ins hohe Alter gern und mit hohen Geschwindigkeiten Porsche, gab den Führerschein aber zu ihrem 90. Geburtstag ab. Nach eigenem Bekunden war „eine Wirtschafterin […] der einzige Luxus, den ich mir immer erlaubt habe. Andere Leute machen Reisen oder kaufen teure Kleider – ich leiste mir eine Haushälterin. Denn ich mache mir nun mal gar nichts aus Hausarbeit“. In den 1950er Jahren kauften sich die Dönhoff-Geschwister in Forio auf der italienischen Insel Ischia ein altes Weingut. Dort schrieb sie am liebsten ihre Bücher.
Sie fühlte sich dem Gemeinwohl verpflichtet. Sie hatte seit Mitte der 1970er Jahre einen Sitz im Beirat der Justizvollzugsanstalt Fuhlsbüttel, in dem sie sich für einen humanen Strafvollzug einsetzte und gründete im Jahr 1981 den Verein „Marhoff“, dessen Aufgabe es war, sich um die Integration entlassener Strafgefangener zu kümmern. 1988 wurde die Marion-Dönhoff-Stiftung (Eigenschreibweise „Marion Dönhoff Stiftung“) gegründet, die zur finanziellen Grundlage ihre Buchhonorare und Preisgelder hatte und testamentarisch Alleinerbin war. Im Jahr 2003 beteiligte sich die Stiftung an der Gründung des Marion-Dönhoff-Preises, der Persönlichkeiten auszeichnet, die sich für internationale Verständigung engagiert haben.
Dönhoff war Mitglied von Zonta International.

### Besuch der alten Heimat

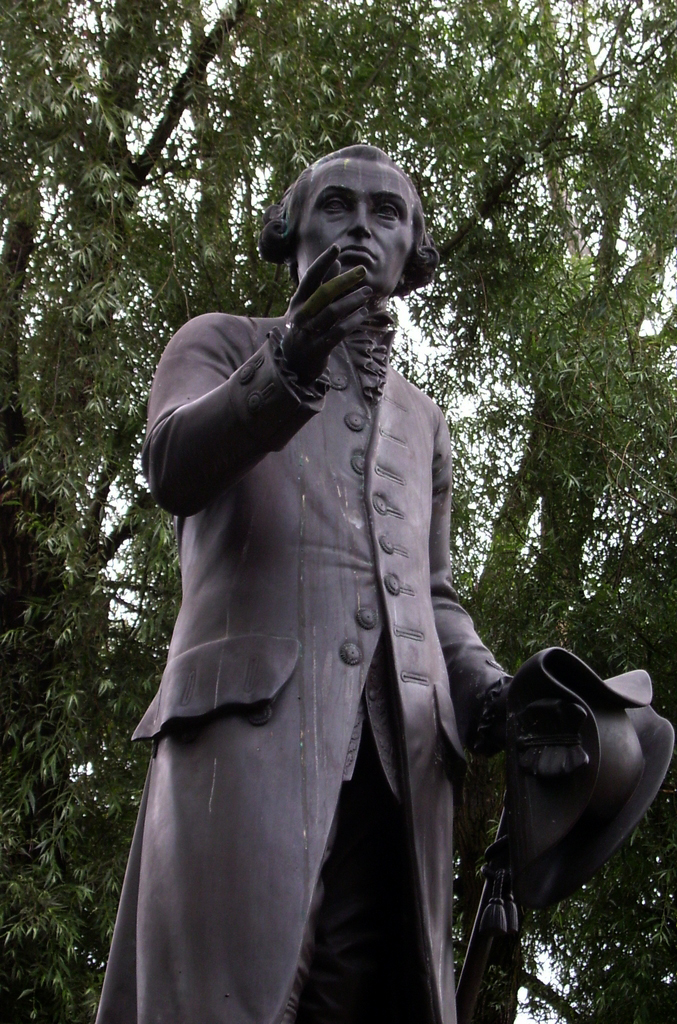
Nachbildung des Kant-Denkmals in Kaliningrad

Im Jahr 1989 besuchte Gräfin Dönhoff erstmals ihren Geburtsort Friedrichstein – heute Kamenka, Oblast Kaliningrad, Russische Föderation – wieder und konstatierte nach einem zweiten Besuch angesichts der Veränderungen gegenüber der Vorkriegszeit drei Jahre später: „Es ist doch wirklich absurd, ein großes steinernes Schloss verschwindet, und so ein alter Holzkasten bleibt erhalten.“ Der Anlass für diesen weiteren Besuch im Jahr 1992 war die Enthüllung des Kant-Denkmals in Kaliningrad (früher Königsberg), ein Replikat von Christian Daniel Rauch. Das Original war 1944 aus Sicherheitsgründen von Königsberg nach Friedrichstein gebracht und kurz vor der Besetzung durch die Sowjetunion dort vergraben worden. Es wurde nach dem Krieg jedoch nicht wieder aufgefunden. Marion Dönhoff hatte ein kleines Gipsmodell gefunden und initiierte die Nachbildung, gefertigt als Bronzeguss von Harald Haacke, in Lebensgröße. Der Betrag von über 100.000 Mark für die Statue konnte aufgrund einer Spendenaktion und Dönhoffs Zuschüssen aufgebracht werden. Sie resümierte: „Das einzige, was ich in meinem Leben als wesentliche Tat ansehe, ist die Wiederbeschaffung des Kant-Denkmals für Königsberg.“ Das Denkmal steht vor dem früheren Hauptgebäude der Universität Königsberg/Kaliningrad.

### Letzte Jahre

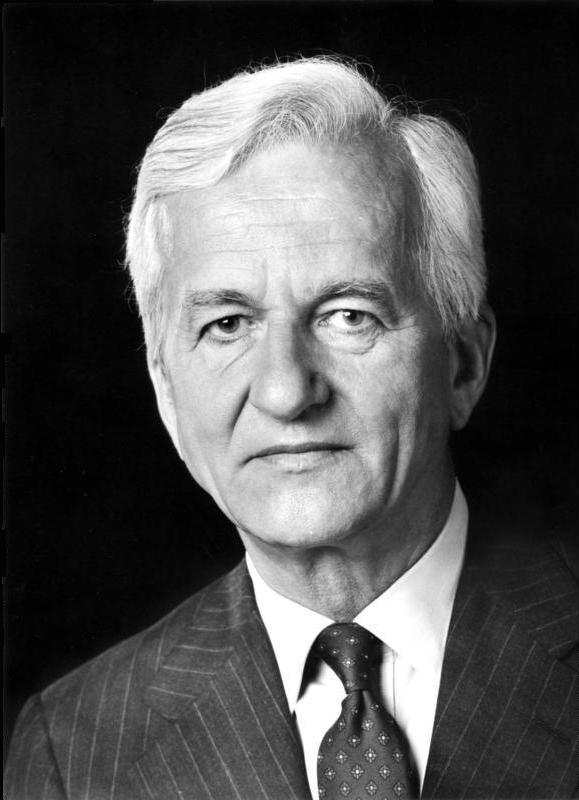
Richard von Weizsäcker, 1984

Auf der Basis ihres Berufes und ihrer historischen Erfahrungen initiierte Dönhoff 1996 die Neue Mittwochsgesellschaft, einen privaten Zusammenschluss von Persönlichkeiten aus Politik, Wissenschaft und Kultur, die sich regelmäßig in ihrem Haus in Hamburg-Blankenese trafen. Die Runde erörterte dort unabhängig von Tagesgeschehnissen oder Parteizugehörigkeit übergeordnete, langfristige und zukunftsweisende Themen mit einem Gast. Dönhoff setzte damit die Tradition der „Mittwochsgesellschaft“ fort, die im 19. Jahrhundert in Berlin begründet und erst nach dem 20. Juli 1944 aufgelöst worden war. Die von ihr bezweckten Ziele dieser Treffen waren die Erweiterung des Horizontes in fachfremde Gebiete hinein, das Aufweisen von Zusammenhängen, die im Tagesgeschäft untergehen, und von Werten jenseits modischer Zeitströmungen sowie der Ansatz, Ergebnisse und Erkenntnisse aus den Zusammenkünften in die tägliche Praxis zu tragen. Unter anderen gehörten Helmut Schmidt und Richard von Weizsäcker diesem Personenkreis an.

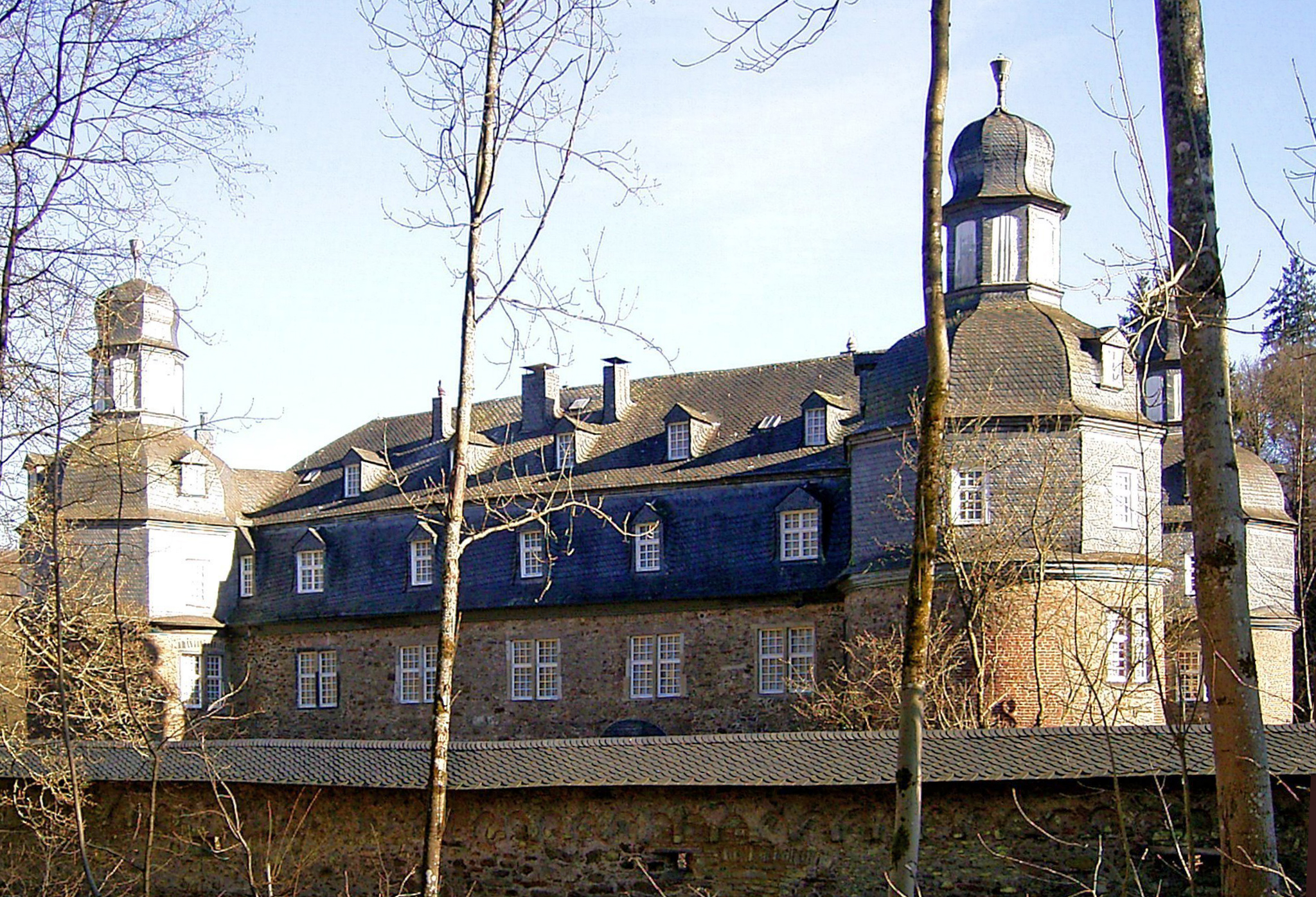
Schloss Crottorf

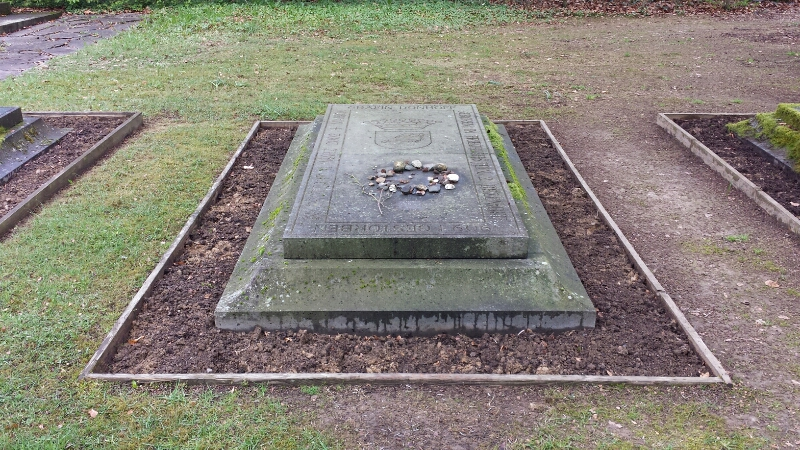
Grabstein Dönhoffs auf dem Friedhof Friesenhagen

Nach Bucerius' Tod 1995 wurde die Zeit im folgenden Jahr an die Verlagsgruppe Georg von Holtzbrinck verkauft. Neuer Verleger war inzwischen Dieter von Holtzbrinck. In dieser Zeit wurden zwei zusätzliche Herausgeber berufen, Josef Joffe im Jahr 2000 und Michael Naumann 2001, was Dönhoff zunächst mit Skepsis betrachtete. Redaktionelle Änderungen erfuhr sie erst nachträglich, was 2001 in ihr den Entschluss reifen ließ, die Herausgeberrolle aufzugeben. Als eine Herausgeberrunde beschlossen wurde, die sich zweimal im Monat am Donnerstag treffen sollte, um relevante Dinge zu besprechen, war sie zufriedengestellt.
1986 war Marion Dönhoff beim Skilaufen gestürzt und hatte sich zwei Wirbelkörper gebrochen. Sie gewann ihre Mobilität danach fast vollständig zurück. In den späten 1990er Jahren bekam sie Brustkrebs und musste dreimal operiert werden. Nach einem Sturz in ihrem Haus mit Bewusstlosigkeit und Krankenhausaufenthalt im Januar 2002 erholte sie sich nicht mehr.
Marion Gräfin Dönhoff starb am 11. März 2002 im Alter von 92 Jahren auf Schloss Crottorf, dem Wohnsitz ihres Neffen Hermann Graf Hatzfeldt, wo ihr seit langer Zeit ein Zimmer zur Verfügung stand und wo sie die letzten beiden Wochen ihres Lebens verbracht hatte. Als am 16. März die Trauerfeier auf dem Friedhof Friesenhagen stattfand, waren ihre Verwandten zahlreich versammelt sowie Freunde wie Helmut Schmidt, Richard von Weizsäcker, Ralf Dahrendorf, Rudolf Augstein, Theo Sommer und Hartmut von Hentig.

## Marion Dönhoff und der 20.Juli 1944
Nach eigener Darstellung stand Dönhoff während des Nationalsozialismus mit Mitgliedern des Kreisauer Kreises in Kontakt und war an den Vorbereitungen des Putschversuchs vom 20. Juli 1944 gegen Adolf Hitler indirekt beteiligt. Der Schweizer Paul Stauffer bezweifelte in zwei Büchern über Carl Jacob Burckhardt diese Darstellung, woraus sich unter Historikern die Stauffer-Dönhoff-Kontroverse entwickelte.
Ihrer eigenen Darstellung zufolge wurde Dönhoff ins Vertrauen gezogen, wobei ihr geplante Aktionen jedoch nicht bekannt wurden. Auf Wunsch ihrer Freunde leistete sie Kurierdienste und reiste mehrmals in die Schweiz, wo sie Carl Jacob Burckhardt treffen wollte, seit 1944 Präsident des Internationalen Komitees vom Roten Kreuz, um ihn über die Situation in Deutschland zu informieren und nach dem Umsturz um Unterstützung der Alliierten zu bitten. Das Treffen kam nicht zustande. Burckhardt, der von 1937 bis 1939 Hoher Kommissar für die Freie Stadt Danzig gewesen war und in dieser Zeit Friedrichstein oft aufgesucht hatte, war ein Freund der Familie Dönhoff. Den Kontakt Stauffenbergs zu dem nach geglücktem Attentat als Verwaltungschef für Ostpreußen vorgesehenen Heinrich Graf zu Dohna-Schlobitten habe ebenfalls Dönhoff hergestellt. Nach dem gescheiterten Attentat Stauffenbergs sei Marion Dönhoff durch ihren Onkel auf Schloss Quittainen, Bogislav von Dönhoff (1881–1961), Nationalsozialist und Freund des Gauleiters Erich Koch und mit seiner Familie verfeindet, denunziert und von der Gestapo verhört worden. Sie habe sich jedoch einer Festnahme entziehen können, da ihr Name auf keiner Fahndungsliste stand.

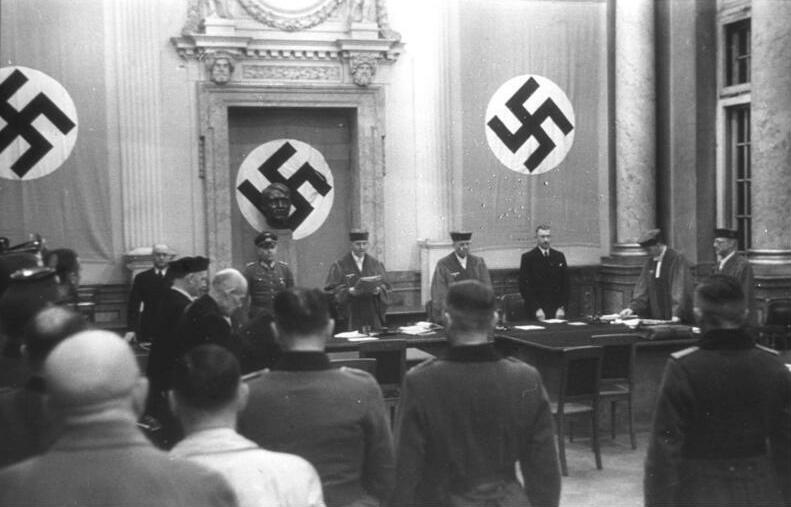
Der Volksgerichtshof nach dem 20. Juli 1944, in der Mitte Roland Freisler

 Ihr Cousin Heinrich von Lehndorff war einer der Beteiligten am Attentat vom 20. Juli 1944; er wurde vom Volksgerichtshof zum Tode verurteilt und im September 1944 im Alter von 35 Jahren im Strafgefängnis Berlin-Plötzensee gehängt.
Nach Kriegsende schrieb Dönhoff mehrere Publikationen über ihre hingerichteten Freunde und erinnerte als Journalistin in der Zeit unermüdlich an diesen Tag, um ihm den gebührenden Rang in der deutschen Geschichte zu verschaffen. Den Westmächten machte sie den Vorwurf, sich als Sieger der Interpretation Adolf Hitlers angeschlossen und wie dieser das Attentat als den Putschversuch „ehrgeiziger Offiziere“ bezeichnet zu haben. Nachdem wissenschaftlich belegt sei, dass England über die Hintergründe des 20. Juli informiert gewesen war, wünschte sie sich in einem Artikel wenigstens ein Wort des Bedauerns. Ihren deutschen Mitbürgern warf sie vor, sich nur um materielle Dinge gekümmert und keine grundsätzlichen Erwägungen über die Vergangenheit angestellt zu haben.
Stephan Malinowski wies 2021 unter Prägung des Begriffes „Dönhoffismus“ darauf hin, dass Marion Dönhoff eine der wichtigsten Autorinnen bei der Herstellung eines positiven Adelsbildes nach dem Zweiten Weltkrieg gewesen sei. Mit ihren auf Erinnerungen beruhenden Schilderungen sei es ihr gelungen, den Eindruck zu vermitteln, im Adelsmilieu sei die Ablehnung des Nationalsozialismus fest verankert gewesen. Die so auch durch sie geschaffene assoziative Verbindung von Adel und Widerstand gehöre „zu den bis heute mächtigen Leit- und Selbstbildern der Bundesrepublik“ und bilde „ein narratives Paralleluniversum zu den Bemühungen der Historiker, die Geschichte konservativen Widerstands nuanciert zu erforschen.“

## Ostpolitik und Völkerverständigung
„Ich kann mir […] nicht vorstellen, daß der höchste Grad der Liebe zur Heimat dadurch dokumentiert wird, daß man sich in Haß verrennt gegen diejenigen, die sie in Besitz genommen haben, und daß man jene verleumdet, die einer Versöhnung zustimmen. […] Vielleicht ist dies der höchste Grad der Liebe: zu lieben, ohne zu besitzen.“

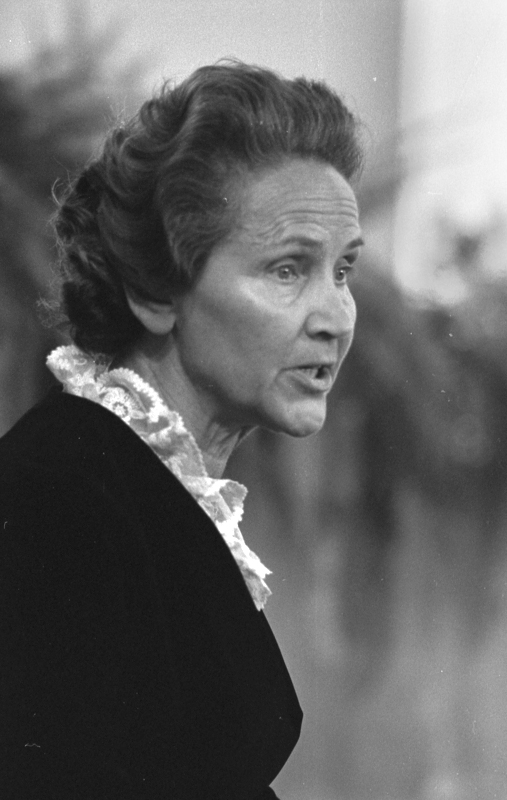
Marion Gräfin Dönhoff, 1971

Am Ende des Zweiten Weltkriegs hatte sie ihre ostpreußische Heimat verloren. Zunächst dachte auch sie an die Heimholung der verlorenen Ostgebiete. Sie rang sich aber später durch zum Verzicht auf die Heimat und die Haltung „Lieben, ohne zu besitzen“. Dementsprechend setzte sie sich dann für die Versöhnung zwischen den Staaten des Ostblocks und dem Westen ein. Sie unterstützte in ihren Leitartikeln die aktive Ostpolitik Westdeutschlands, lehnte die Apartheid in Südafrika ab und rief zu freiheitlichem Denken, Toleranz und Gerechtigkeit auf.
1955 war Dönhoff Mitglied des Forschungsausschusses zur Gründung der Deutschen Gesellschaft für Auswärtige Politik. Unter den 22 Mitgliedern waren beispielsweise Karl Schiller und Carlo Schmid. Besonderes Interesse zeigte Dönhoff aus biografischen Gründen für die ehemals deutschen Ostgebiete in ihren Leitartikeln. 1949 hatte sie die Oder-Neiße-Grenze noch als völkerrechtswidrig bezeichnet und 1959 eine Verzichtserklärung der Bundesregierung auf die Ostgebiete kategorisch abgelehnt. 1970 bejahte Dönhoff jedoch den von Willy Brandt initiierten Vertragsabschluss mit Polen, einschließlich der De-facto-Anerkennung der Grenze. Hatte sie Ende der 1940er Jahre die Zerstückelung Deutschlands noch als Katastrophe eingestuft und nach dem Aufstand vom 17. Juni 1953 in der DDR diesen als künftigen Nationalfeiertag der Deutschen vorgeschlagen, so zeigte sie später – bis kurz vor dem Zusammenbruch der DDR – eine radikale Skepsis gegenüber der Wiedervereinigung. Eine Rundreise durch Polen hatte Dönhoff erstmals nach dem Krieg 1962 gemacht, durch die DDR – zusammen mit zwei anderen leitenden Mitarbeitern der Zeit – im Jahre 1964.
Dönhoff reiste viel, besuchte die Machtzentren der politischen Welt und Konferenzen der Länder in der Dritten Welt. Sehr früh waren die arabischen Staaten Nordafrikas und des Nahen Ostens darunter. Israel besuchte Dönhoff erstmals 1963. Bereits 1960 setzte sie sich mit dem Kernproblem Südafrikas, der Apartheid, auseinander und forderte ein Zusammenleben ohne Unterwerfung einer Rasse. Als sich 1986 die Lage dort zuspitzte, unterstützte sie den Bischof Desmond Tutu und warnte vor einer möglichen weiteren Katastrophe nach zwei Weltkriegen und dem Holocaust. Als der Führer der Schwarzen, Nelson Mandela, im Februar 1990 nach 26 Jahren Haft entlassen wurde nach einer auf Aussöhnung bedachten Rede Frederik Willem de Klerks, schrieb sie zuversichtlich Artikel mit Titeln wie Auf gutem Weg, Apartheid ade und Vernunft siegt. De Klerk und Mandela teilten sich 1993 den Friedensnobelpreis. Ferner setzte sie sich für Dissidenten wie Robert Havemann und Lew Kopelew ein; letzterem half sie bei der Einbürgerung in die Bundesrepublik.

## Buchveröffentlichungen (Auswahl)

### In Memoriam 20.Juli 1944. Den Freunden zum Gedächtnis
Marion Gräfin Dönhoffs Text unter diesem Titel über das Attentat vom 20. Juli 1944 war die erste Darstellung und Würdigung, die nach dem Krieg über den geistigen Hintergrund und die innere Haltung der Männer des Widerstands Auskunft gab. Sie erklärte, was den Kreis der Widerständler zum Attentat bewogen hatte, weshalb es nicht früher ausgeführt werden konnte und welche Ziele verfolgt wurden. Dönhoff schrieb diesen Bericht zum ersten Jahrestag 1945 und ließ ihn als Privatdruck im Hamburger Dulk-Verlag in kleiner Auflage drucken. Er war als Information für die Freunde und Verwandten der Opfer des Widerstands gedacht. Auch in Zukunft wurde sie nicht müde, an diesen Tag zu erinnern, um ihm den gebührenden Rang in der deutschen Geschichte zu verschaffen. Dieser Text diente als Grundlage für ihr 1994 erschienenes Buch Um der Ehre willen. Erinnerungen an die Freunde vom 20. Juli.

### Namen, die keiner mehr nennt

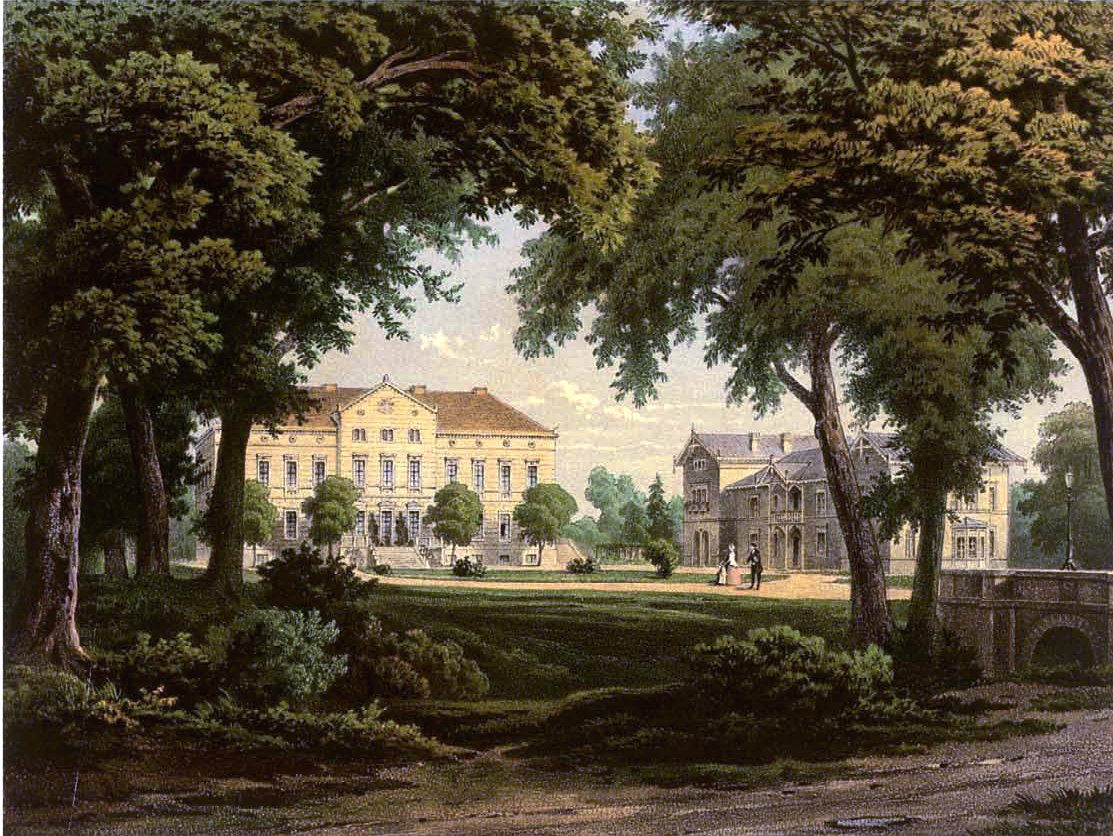
Schloss Quittainen, Mitte des 19. Jahrhunderts

Dönhoffs Erinnerungsbuch Namen, die keiner mehr nennt. Ostpreußen – Menschen und Geschichte schildert die Geschichte der Dönhoff-Familie und Ostpreußens, ihre Jugendzeit, die Schrecken des Krieges, damit verbunden die Flucht auf dem Pferd in den Westen Anfang Januar 1945.

Das Wappen der Dönhoffs

Den Grundstock für das Kapitel über ihre Flucht von Quittainen aus, Nach Osten fährt keiner mehr, legte der Artikel Ritt gen Westen, einer ihrer ersten beiden Beiträge in der Zeit vom 21. März 1946. Ferner erinnert ein Kapitel Leben und Sterben eines preußischen Edelmannes an den Tod des Freundes und Cousins Heinrich Graf Lehndorff nach dem Attentat am 20. Juli 1944. Dönhoffs gemeinsamer Ritt durch Masuren mit ihrer Cousine Sissi von Lehndorff im Jahr 1941 ist im Kapitel Ritt durch Masuren ebenfalls Bestandteil des Buches. „Wie oft hat man in diesem Sommer Abschied genommen. Wie jung sie alle waren, Vettern, Brüder, Freunde – so vieles bleibt nun unerfüllt, ungetan“, schrieb sie nach der Rückkehr in diesem kleinen Reisebericht.
Diese Aufzeichnungen wurden erstmals 1962 veröffentlicht und erleben bis in die Gegenwart Neuauflagen. Ein polnischer Reiterhof bietet Touristen den „Dönhoff-Trail“ an, der von Olsztyn (Allenstein) nach Sztynort (Steinort) führt. Golo Mann bezeichnete das Werk als „ein Buch der Erinnerung an das verlorene Land, an die Familie, an die Freunde aus verwandtem Kreis und ihr Schicksal. Ein Buch voller verschwiegener Trauer und unverschwiegener Liebe, aber ohne Bitterkeit […]“

### Weil das Land sich ändern muß
Im Herbst 1992 formulierte Dönhoff ein Manifest mit dem Titel Weil das Land sich ändern muß. Den Anstoß hierfür gab der sie beunruhigende grundlegende Wertewandel in der Gesellschaft, die nach ihrer Ansicht von Tugenden wie Pflichterfüllung und Verantwortungsgefühl nichts mehr wissen wolle und zu Selbstverwirklichung, Eigennutz und Hedonismus neige. Unter den sieben Mitautoren waren neben Wilhelm Nölling, Wolfgang Thierse und Edzard Reuter auch Helmut Schmidt. Ein Jahr später folgte das zweite Manifest Weil das Land Versöhnung braucht, das sich mit der Vergangenheit der DDR befasste und auf Aussöhnung bedacht war.

### Um der Ehre willen

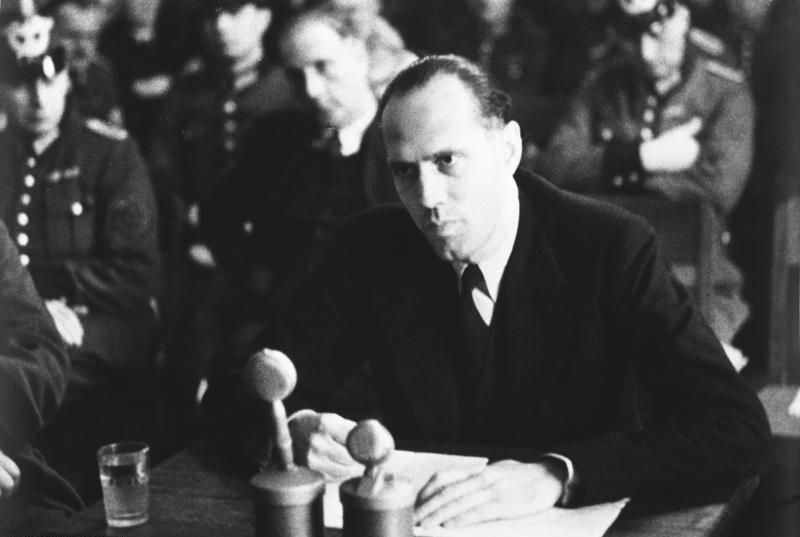
Helmuth James Graf von Moltke vor dem Volksgerichtshof, Januar 1945

Marion Dönhoff verfasst in ihrem 1994 erstmals aufgelegten Buch Um der Ehre willen. Erinnerungen an die Freunde vom 20. Juli sieben Porträts ihrer Freunde und erklärt ihre Motive, das Attentat gegen Hitler zu planen, trotz der Gefahr, in der totalitären Diktatur das eigene Leben aufs Spiel zu setzen und die Familie der Sippenhaftung auszusetzen. Die Porträtierten sind Albrecht Graf von Bernstorff, Axel von dem Bussche, Fritz-Dietlof Graf von der Schulenburg, Helmuth James Graf von Moltke, Peter Graf Yorck von Wartenburg, ihr Cousin Heinrich Graf Lehndorff und Adam von Trott zu Solz.
Sie beschreibt das vergebliche Bemühen der deutschen Opposition, im Ausland Verständnis und Unterstützung zu finden und kritisiert die Westalliierten, die die Berichterstattung über den deutschen Widerstand bis in die ersten Nachkriegsjahre hinein unterdrückten. Der 1945 erschienene Privatdruck: In Memoriam: Den Freunden des 20. Juli bildet die Grundlage des um die Geschichte des Widerstandes erweiterten Werkes. Dönhoff betont in diesem Buch, es ginge nicht an, die am Attentat gegen Hitler Beteiligten in soziale Gruppen einzuteilen. „Es ist wichtig, sich vor Augen zu halten, daß die Opposition gegen Hitler ja keine Revolte im Sinne einer politischen oder sozialen Revolution war. Es war vielmehr der Aufstand hoher und höchster Staatsdiener sowie angesehener Persönlichkeiten des öffentlichen Lebens, die aus moralischen Gründen den Verbrechern in den Arm zu fallen versuchten“. Sie zitiert Yorcks Aussage vor dem Volksgerichtshof im Angesicht des berüchtigten Richters Roland Freisler: „Die entscheidende Tatsache ist der totalitäre Anspruch des Staates an den Bürger, der gezwungen wird, seine moralischen und religiösen Verpflichtungen gegenüber Gott preiszugeben“.

### Zivilisiert den Kapitalismus
Unter diesem Titel erschien im Jahr 1997 – nach einer 1996 gehaltenen Rede – Dönhoffs kritisches Buch über die Auswüchse des Kapitalismus, das in zwölf Thesen gegen die Maßlosigkeit der Gesellschaft anging. Denn „Freiheit ohne Selbstbeschränkung, entfesselte Freiheit also, endet auf wirtschaftlichem Gebiet zwangsläufig im Catch-as-catch-can“. Sie warnte in ihrem Buch vor einem zunehmenden Egoismus und Korruption, die den Alltag zunehmend bestimmten. In den Thesen richtete sie sich sowohl an die Moral des einzelnen Menschen als auch an die der Gesellschaft. Sie seien gerade in den Jahren 2008/09, dem Beginn der Weltwirtschaftskrise, besonders aktuell, wie Helmut Schmidt in der Zeit anlässlich ihres 100. Geburtstags behauptet.

## Rezeption

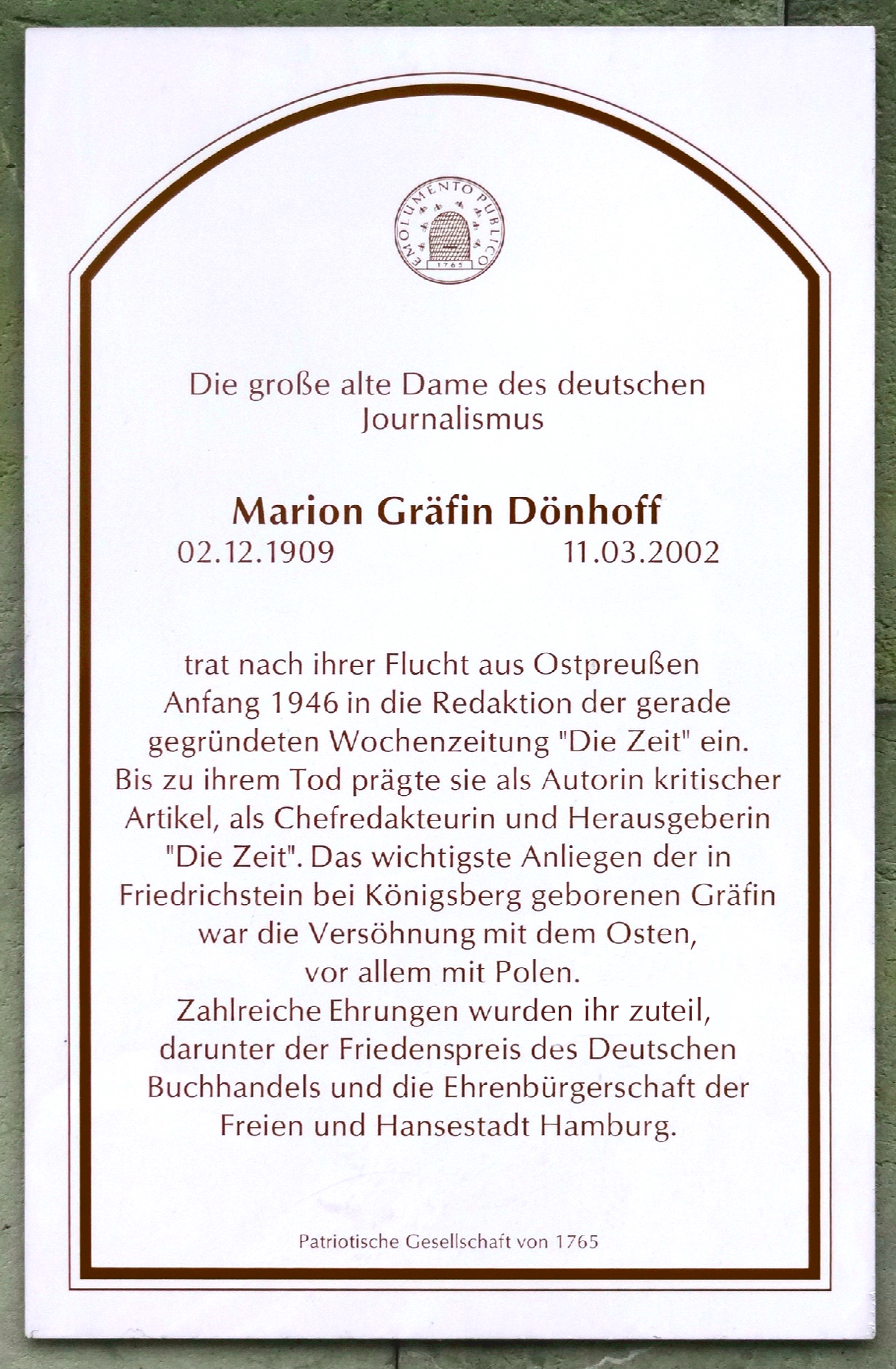
Gedenktafel der Patriotischen Gesellschaft zum 100. Geburtstag Dönhoffs am Gebäude der Zeit in Hamburg

### Marion Dönhoff – eine Konservative
Anlässlich der Verleihung des Theodor-Heuss-Preises 1966 führte der Publizist und Historiker Golo Mann in seiner Ansprache unter anderem aus: „Ihrer Herkunft, ihrem innersten Fühlen nach, so möchte ich glauben, ist Gräfin Dönhoff eine Konservative. Man kann aber einer großen Tradition treu sein, kann durch das Früheste geprägt bleiben und dennoch zeitgemäß denken, dennoch sich tapfer auf dem Laufenden einer […] schnell sich verwandelnden Umwelt halten und so zum guten Berater der Nation werden.“

### Dönhoffs „zweites Leben“ als Journalistin
„Meine Begriffe, was ich tun möchte, sowohl als Mensch sozusagen i[n] meinem ersten Leben oder als Journalistin im zweiten, kamen aus meinen eigenen Vorstellungen und weniger, weil ich sagte: Der ist es, so möchte ich auch werden.“

Klaus Harpprecht, der im Jahr 2008 eine erste kritische Biografie über die Dönhoff veröffentlichte – als Erster hatte er Einsicht in den privaten und geschäftlichen Briefwechsel und in das Familienarchiv –, beschreibt ausführlich den Wandel der adligen Gutsherrin zur Journalistin der Zeit, ihr zweites Leben: Aristokratin und Bürgerin zugleich. Zwar ließ sie sich weiterhin als „Gräfin“ titulieren, doch stehe die bürgerliche Prägung und das wachsende bürgerliche Bewusstsein ihres neuen Lebens außer Zweifel. Die Verkörperung dieses Wandels zeigten ebenfalls Wolf Graf Baudissin und Johann Adolf Graf von Kielmansegg als Vertreter der Aristokratie, die das neue Konzept des „Staatsbürgers in Uniform“ nach der Niederlage der Wehrmacht geprägt haben. In die von Sympathie getragene Biografie fließen kritische Äußerungen ein. Dönhoff habe, anders als manche Zeitgenossen und Berufskollegen, nie behauptet, immer recht zu haben, und sie habe sich auch gelegentlich getäuscht: Ein Beispiel ist ihr Bild von einer lebensfähigen DDR wenige Jahre vor dem Zusammenbruch der kommunistischen Herrschaft. Ihr Schreibstil in politischen Analysen sei schnörkellos, sie könne aber nicht zu den besten Stilisten ihrer Zunft gerechnet werden. Harpprecht merkt an, dass die Gräfin trotz allen Einsatzes für den Widerstand und gegen den Nationalsozialismus Freunden, Kollegen und jüngeren Verwandten gegenüber niemals erwähnt habe, dass Bruder Christoph eine braune Vergangenheit gehabt habe. Sein Eintritt in die NSDAP sei im Januar 1935 erfolgt, Funktionen in der Partei habe er 1940 erhalten. Dietrich Dönhoff sei bereits 1933 Parteimitglied geworden. Im Verschweigen habe die Familie so gehandelt wie Millionen anderer Bürger. Beim BND wurde Dönhoff in den Jahren 1962 bis 1972 unter den Tarnnamen Mariechen und Dorothea als „Pressesonderverbindung“ geführt. Laut Angaben des BND ging es dabei „um einen reinen Gedanken- und Informationsaustausch zur Presseberichterstattung in gegenseitigem Interesse“.

### Goldhagen-Debatte
Die Thesen, die der US-amerikanische Politologe Daniel Goldhagen 1996 in seinem Buch Hitlers willige Vollstrecker veröffentlichte, lösten international und besonders in den deutschen Medien und bei deutschen Historikern kritische Reaktionen aus. So verfasste Dönhoff in der Zeit eine Auseinandersetzung mit Goldhagens Thesen unter dem Titel Warum D. J. Goldhagens Buch in die Irre führt. Darin schrieb sie unter anderem von der „Befürchtung, daß das Goldhagen-Buch den mehr oder weniger verstummten Antisemitismus wieder neu beleben könnte“. Der Journalist Richard C. Schneider warf ihr daraufhin in der Süddeutschen Zeitung vor, sie habe mit dieser „Behauptung, die aus der antijüdischen Mottenkiste stammt“, das Klischee bedient, die Juden seien „an allem schuld“. Dagegen verteidigte Peter Bender in dieser Zeitung sie gegen diesen Vorwurf.

### Marion Dönhoffs „preußische Tugenden“
Der damalige Bundespräsident Richard von Weizsäcker hielt eine Laudatio anlässlich eines Abendessens, das zu Ehren des 80. Geburtstags der Gräfin im Dezember 1989 in der Villa Hammerschmidt gegeben wurde. Er betonte ihre preußischen Tugenden wie Selbstdisziplin, Unbestechlichkeit und Ehrlichkeit und resümierte: „Wäre ich ein preußischer Dichter, ich würde vor meinen Zeitgenossen nicht verborgen halten, dass die alten Preußen zufrieden vom Himmel herunterblicken können, weil sie unter uns fortleben in einer würdigen und wahren Frau, in Marion Dönhoff, der Preußin unseres Jahrhunderts.“

### Marion Dönhoff als Vorbild

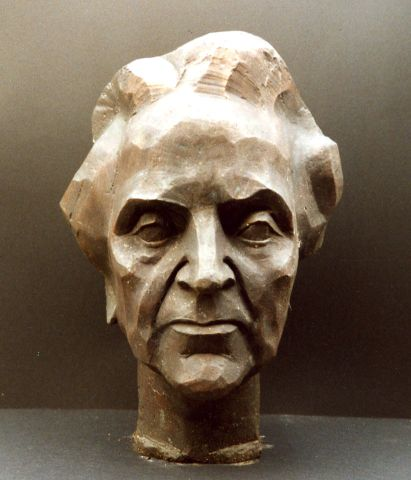
Marion Gräfin Dönhoff, 1998, Bronze von Manfred Sihle-Wissel

Helmut Schmidt, Altbundeskanzler und von 1983 bis zu seinem Tod 2015 Mitherausgeber der Zeit, führte in einer Laudatio anlässlich der Verleihung der Plakette der Freien Akademie der Künste im Jahr 1990 in Hamburg aus: „Marion Dönhoff wäre eine bedeutende Bundespräsidentin geworden, hätte ihr Lebensweg sie in dieses Amt geführt. Aber auch ohne Ämter und Titel gehört sie in die Reihe von Theodor Heuss und Gustav Heinemann und Richard von Weizsäcker. Sie alle haben für uns Deutsche mit persönlicher Autorität die Moral in der Politik vorgelebt. So auch Marion Dönhoff. Ihr Adel […] hat sich nicht aus ihrer Herkunft ergeben, sondern aus ihrem Willen und ihrer Haltung.“
Die Frauenrechtlerin Alice Schwarzer veröffentlichte 1996 nach zahlreichen Gesprächen die erste autorisierte Biografie mit dem Titel Marion Dönhoff. Ein widerständiges Leben über die Gräfin, obgleich diese sich wenig mit der Frauenbewegung beschäftigt hatte. Bereits 1987 hatte Schwarzer in der feministischen Zeitung Emma resümiert: „Was wären wir ohne sie? Hätten wir in diesem Nachkriegsdeutschland der fünfziger, sechziger Jahre diesen unerhörten Gedanken, Journalistin werden zu wollen, eigentlich wagen können ohne diesen einen Namen, ohne diese eine Frau in den ersten Rängen des Journalismus?“

### Lebensleistung von Marion Gräfin Dönhoff
Der damalige Bundespräsident Johannes Rau erinnerte während der Trauerfeier im Michel in Hamburg anlässlich des Todes von Marion Gräfin Dönhoff im März 2002 in seiner Abschiedsrede an die großen Verdienste, die sie sich erworben habe. Er führte unter anderem aus, dass die guten Traditionen Preußens der Boden gewesen sei, auf dem ihre Überzeugungen und Maßstäbe gewachsen seien. In ihrer Streitschrift Zivilisiert den Kapitalismus habe sie die Verantwortung des Einzelnen an seinem Platz für das Gelingen des Ganzen gefordert, um die notwendige Bewusstseinsveränderung hervorzubringen, die nötig sei, um die Stabilität der Demokratie zu festigen, damit die Gemeinschaft nicht zu einer „Konsumgesellschaft“ durch Maximierung von Vorteil und Gewinn werde. Marion Gräfin Dönhoff habe vorgelebt, dass diese Bewusstseinsveränderung „nur durch die Bürger selber zustande gebracht werde“. Mit der gleichen Leidenschaft, mit der sie für Pflichten, für Bindungen und für Verantwortung eingetreten sei, habe sie sich für Gerechtigkeit und dafür, dass jedem Menschen die gleiche Würde zukäme, eingesetzt. So habe die Macht ihres Wortes den Opfern, sei es in der Sowjetunion oder im Südafrika der Apartheid, gehört. Sie habe eingesehen, dass ihre Heimat nie wieder zu Deutschland gehören würde und dass die „Geschichte gnadenlos über den hinweggeht, der auf Stillstand und Bewahren setzt“. Deutschland habe nur dann wieder eine Chance, wenn eine tiefgreifende geistige Erneuerung gelänge. Dafür habe sie mit all ihren Möglichkeiten gearbeitet und geworben. Dieser Weg sei auch der Weg des Neuanfangs im Verhältnis zu unseren Nachbarn gewesen. Sie habe mit untrüglicher Sicherheit unterscheiden können zwischen dem, was wir verändern müssten, und dem, was Bestand haben solle. Danach habe sie gehandelt, das sei ihre große Lebensleistung und ihr Vermächtnis.
Hamburgs damaliger Bürgermeister Ole von Beust erklärte auf der Trauerfeier, ihr Name stehe für Völkerverständigung, für den Brückenschlag in Europa und für das Gefühl einer gemeinsamen Zukunft auf diesem Kontinent. Als Publizistin sei sie eine journalistische und moralische Instanz gewesen. Sie habe unser Land und diesen Kontinent mitgestaltet und Hamburg aufs Beste repräsentiert.

### Denkmal zu Ehren der Opfer des Widerstands
Dönhoffs Freund Henry Kissinger berichtete, die Skulptur, die Dönhoff 1990 auf dem Wall von Schloss Crottorf errichten habe lassen, ein Denkmal zu Ehren der Opfer des Widerstands, sei ein Geschenk des amerikanischen Künstlers Alexander Liberman gewesen, als die Gräfin und er das Studio von Liberman besichtigt hätten. Der Künstler habe mit seiner Gabe ihre Rolle im Widerstand auszeichnen wollen. Die abstrakte Skulptur mit der Inschrift „Den Freunden vom 20. Juli 1944 zum Gedächtnis“ weist die Namen Peter Yorck von Wartenburg, Adam von Trott zu Solz, Friedrich-Werner von der Schulenburg, Heinrich von Lehndorff, Kurt von Plettenberg und Nikolaus von Üxküll auf.

### Auszeichnungen (Auswahl)
- 1964 Joseph-E.-Drexel-Preis
- 1966 Theodor-Heuss-Preis

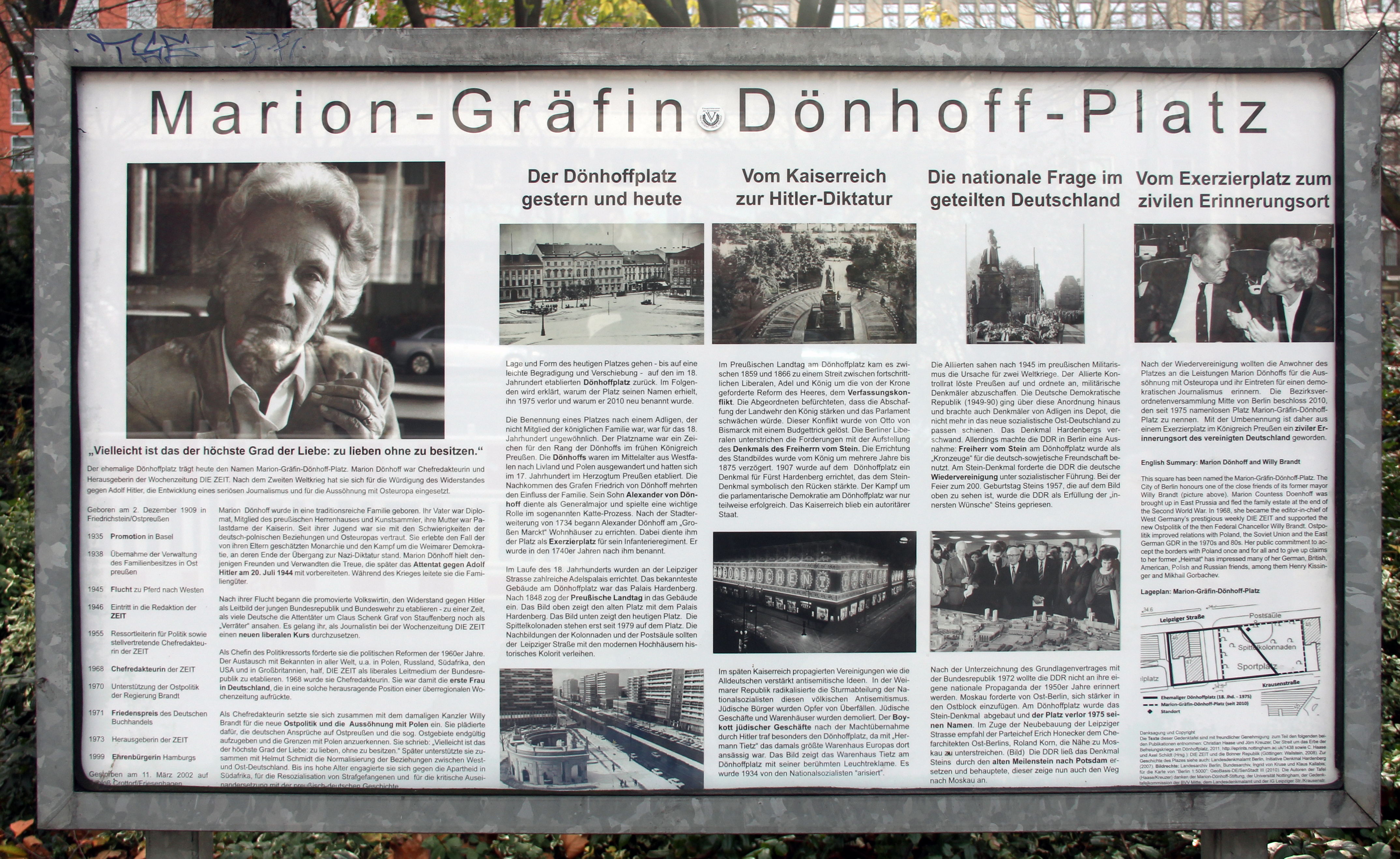
Gedenktafel, Marion-Gräfin-Dönhoff-Platz, in Berlin-Mitte

- 1971 Friedenspreis des Deutschen Buchhandels[77]
- 1982 Ehrensenatorin der Universität Hamburg[78]
- 1988 Heinrich-Heine-Preis
- 1990 Mitglied der American Academy of Arts and Sciences
- 1993 Internationalen Brückepreis
- 1994 Four Freedoms Award, in der Kategorie Meinungsfreiheit
- 1996 Erich-Kästner-Preis des Presseclubs Dresden e. V.
- 1996 Reinhold Maier-Medaille der Reinhold-Maier-Stiftung
- 1999 Hermann-Sinsheimer-Preis
- 1999 Ehrenbürgerin der Stadt Hamburg

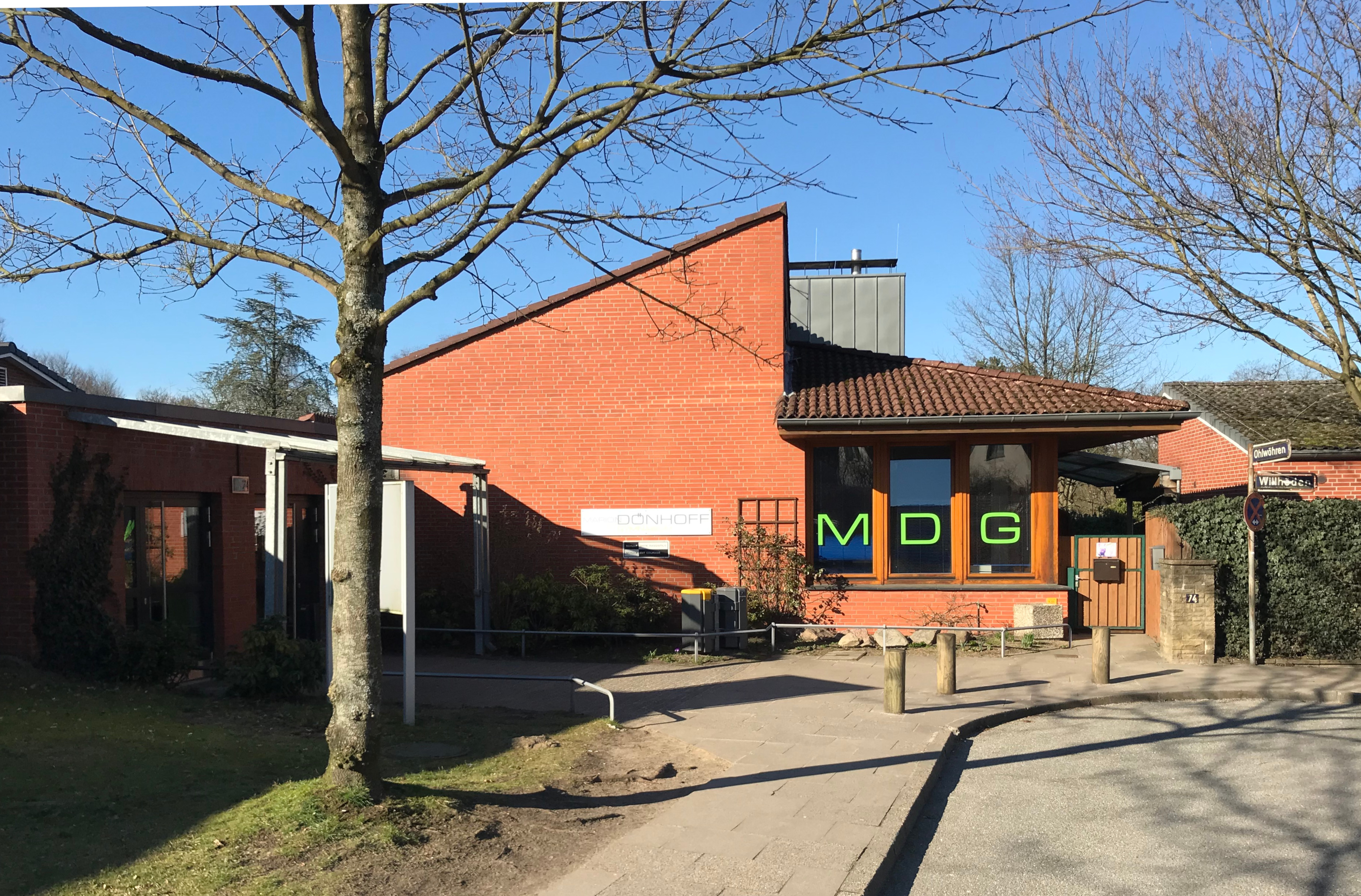
Marion-Dönhoff-Gymnasium (Hamburg)

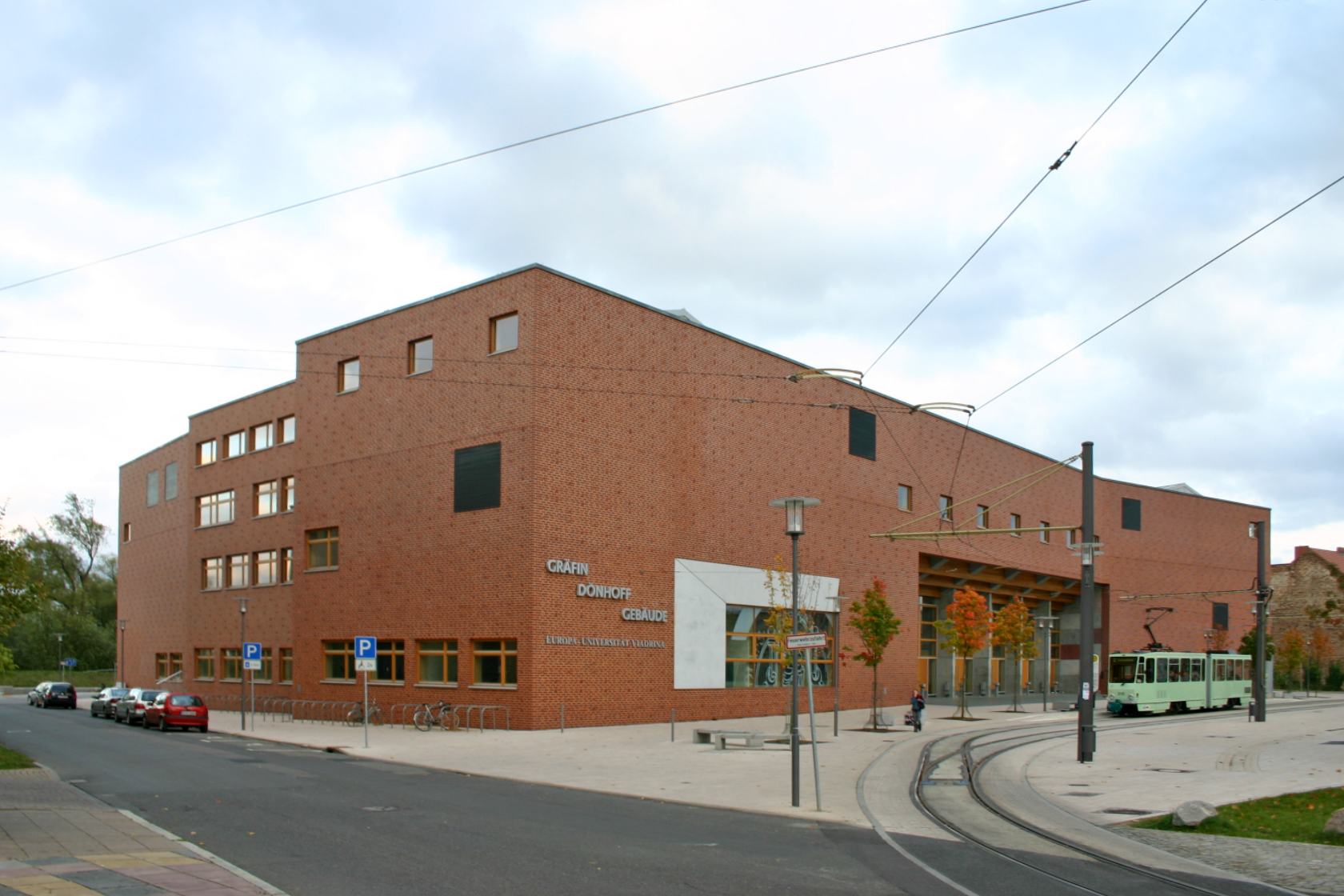
Das Gräfin-Dönhoff-Gebäude der Europa-Universität Viadrina

Dönhoff wurde mit mehreren Ehrendoktorwürden ausgezeichnet: Smith-College, MA (1962), Columbia University New York (1982), New School for Social Research, New York (1987), Georgetown University Washington (1988), Nikolaus-Kopernikus-Universität in Toruń (Thorn) (1991), Universität Birmingham (1999) und Universität Kaliningrad (1999).
Neun Schulen sind nach Marion Gräfin Dönhoff benannt, darunter in Polen die Marion-Dönhoff-Schule im masurischen Mikołajki (Nikolaiken), die im Jahr 1995 eingeweiht wurde. In Deutschland gibt es die Marion-Dönhoff-Realschulen in Wissen im Westerwald, in Brühl/Ketsch (Baden-Württemberg), in Pulheim (NRW), die Marion-Dönhoff-Gymnasien in Lahnstein, Mölln, Nienburg/Weser, seit dem 14. Juli 2009 das ehemalige Mädchengymnasium Willhöden im Hamburger Westen, das umbenannt wurde in Marion-Dönhoff-Gymnasium, sowie die ehemalige Agnes-Miegel-Schule in Wilhelmshaven, die am 1. August 2010 in Marion-Dönhoff-Schule umbenannt wurde.
Eines der größten Gebäude der 1992 neugegründeten Europa-Universität Viadrina in Frankfurt (Oder), die den deutsch-polnischen Austausch unter Studenten fördert, wurde ebenfalls nach ihr benannt; ebenso der 1992 entdeckte Asteroid (11075) Dönhoff.
Dönhoff war Ehrenvorsitzende des Lew Kopelew Forums e. V. (Köln).
Der Astronom Freimut Börngen (1930–2021) entdeckte am 23. September 1992 auf der heutigen Thüringischen Landessternwarte in Tautenburg bei Jena den Asteroiden 1992 SP26, für den er dann nach der endgültigen Bahnbestimmung und der Zuteilung der definitiven Nummer 11075 den Namen Dönhoff vorschlug. Da die englische Sprache keine Umlaute kennt, führt die International Astronomical Union und das ihr angegliederte Minor Planet Center diesen Kleinplaneten heute in ihren Listen unter der offiziellen Bezeichnung (11075) Donhoff. Der rund 7,8 Kilometer kleine Himmelskörper umkreist die Sonne im inneren Asteroiden-Hauptgürtel und benötigt für einen Sonnenumlauf rund 3,7 Jahre.

### Gedenken zum 100.Geburtstag
Die Bundesregierung gab am 30. November 2009 anlässlich des 100. Geburtstags von Marion Gräfin Dönhoff eine Silbergedenkmünze im Wert von 10 Euro heraus. Die Münze trägt ein Kopfprofil der Gräfin nach einem Entwurf des Berliner Kunsthistorikers und Bildhauers Christian Höpfner. Die Randinschrift der Münze ist mit dem Zitat „Lieben ohne zu besitzen“ aus ihrem Buch Kindheit in Ostpreußen geprägt.
Die Deutsche Post AG gab zum selben Ereignis am 12. November 2009 eine 55-Cent-Sonderbriefmarke heraus. Die Zeit veröffentlichte am 26. November eine achtseitige Zeitungsbeilage mit sieben Artikeln einiger ihrer Weggefährten, unter anderem von Helmut Schmidt, Michael Naumann, Georg-Dieter von Holtzbrinck und Sabine Rückert.
Die ARD sendete an ihrem 100. Geburtstag eine 45-minütige Dokumentation.

## Werke (Auswahl)
- Entstehung und Bewirtschaftung eines ostdeutschen Großbetriebes. Die Friedrichstein-Güter von der Ordenszeit bis zur Bauernbefreiung (Dissertation, Universität Basel 1935)
- In Memoriam 20. Juli 1944. Den Freunden zum Gedächtnis. Privatdruck Hamburg 1945
- Namen, die keiner mehr nennt, Diederichs, Düsseldorf/Köln 1962 (Platz 1 der Spiegel-Bestsellerliste vom 6. März bis zum 11. Juni 1963)
  - Namen, die keiner mehr nennt. Ostpreußen – Menschen und Geschichten, Neuausgabe, Rowohlt, Reinbek 2009, ISBN 978-3-499-62477-3
- Die Bundesrepublik in der Ära Adenauer. Kritik und Perspektiven (=rowohlts deutsche enzyklopädie), Rowohlt, Reinbek 1963
- Deutsche Außenpolitik von Adenauer bis Brandt. (1970) Hoffmann und Campe, Hamburg 1982, ISBN 3-8032-0142-X
- Menschen, die wissen, worum es geht. Politische Schicksale 1916–1976. Hoffmann und Campe, Hamburg 1976, ISBN 978-3-455-01552-2
- Von gestern nach übermorgen (1981) Albrecht Knaus, München 1996, ISBN 978-3-8135-6689-5
- Amerikanische Wechselbäder. Beobachtungen und Kommentare aus vier Jahrzehnten. Deutsche Verlags Anstalt, München 1983, ISBN 3-421-06165-3
- Weit ist der Weg nach Osten. Deutsche Verlags-Anstalt, München 1985, ISBN 978-3-421-06204-8
- (mit Rudolf Walter Leonhardt, Theo Sommer) Reise in ein fernes Land: Bericht über Kultur, Wirtschaft und Politik in der DDR. Nannen, Hamburg 1964 (Platz 1 der Spiegel-Bestsellerliste vom 7. bis zum 20. Oktober und vom 11. November bis zum 15. Dezember 1964)
- Die Kompaßnadel der Journalisten (1987)
- Preußen. Maß und Maßlosigkeit. (1987) btb, München 2002, ISBN 3-442-75517-4
- Kindheit in Ostpreußen. (1988) btb, München 1998, ISBN 3-442-72265-9 (Platz 1 der Spiegel-Bestsellerliste vom 9. bis zum 15. Januar 1989)
- Gestalten unserer Zeit: Politische Portraits (1990) Goldmann, München 2000, ISBN 978-3-442-12358-2
- Versöhnung: Polen und Deutsche. Die schwierige Versöhnung. Betrachtungen aus drei Jahrzehnten. Hrsg. mit Freimut Duve (1991) Goldmann. München 1998, ISBN 3-442-12405-0
- Weil das Land sich ändern muß. Manifest I. Rowohlt, Reinbek 1992, ISBN 978-3-498-01293-9
- Weil das Land Versöhnung braucht. Manifest II. Rowohlt, Reinbek 1992, ISBN 978-3-498-01299-1
- Im Wartesaal der Geschichte. Vom Kalten Krieg zur Wiedervereinigung. Deutsche Verlags Anstalt München 1993, ISBN 3-421-06645-0
- Um der Ehre Willen. Erinnerungen an die Freunde vom 20. Juli Siedler, Berlin 1994, ISBN 3-88680-532-8
- Zivilisiert den Kapitalismus. Grenzen der Freiheit. (1997) Droemer Knaur, München 1999, ISBN 3-426-60907-X
- Der Effendi wünscht zu beten. Reisen in die vergangene Fremde. Siedler, Berlin 1998, ISBN 3-88680-647-2
- Menschenrecht und Bürgersinn (1999) Droemer Knaur, München 2002, ISBN 3-426-77517-4
- Macht und Moral. Was wird aus der Gesellschaft? Kiepenheuer & Witsch, Köln 2000, ISBN 3-462-02941-X
- Deutschland, deine Kanzler. Die Geschichte der Bundesrepublik 1949–1999 (1999) ISBN 3-442-75559-X
- Vier Jahrzehnte politischer Begegnungen. Orbis, München 2001, ISBN 3-572-01240-6
- Was mir wichtig war. Letzte Aufzeichnungen und Gespräche. Siedler, Berlin 2002, ISBN 3-88680-784-3
- Ritt durch Masuren, aufgeschrieben 1941, mit Fotos von Dietrich Weldt, Rautenberg. Troisdorf 2002, ISBN 3-8003-3036-9
- Reisebilder. Fotografien und Texte aus vier Jahrzehnten, hrsg. von Friedrich Dönhoff. Hoffmann und Campe, Hamburg 2004, ISBN 978-3-455-09459-6

## Sekundärliteratur
Biografien
- Gunter Hofmann: Marion Dönhoff. Die Gräfin, ihre Freunde und das andere Deutschland. Eine Biographie. C. H. Beck, München 2019, ISBN 978-3-406-72592-0
- Klaus Harpprecht: Die Gräfin Marion Dönhoff. Eine Biographie. Rowohlt, Reinbek 2008, ISBN 978-3-498-02984-5.; als Taschenbuch Reinbek 2009: ISBN 978-3-499-62115-4
- Haug von Kuenheim: Marion Dönhoff. Rowohlt, Reinbek 1999, ISBN 3-499-50625-4.
- Haug von Kuenheim: Marion Dönhoff. Eine Biographie. Mit einem Vorwort von Helmut Schmidt. Rowohlt, Reinbek 2002, ISBN 3-498-03514-2.
- Alice Schwarzer: Marion Dönhoff. Ein widerständiges Leben. Droemer Knaur, München 1997, ISBN 3-426-77302-3 (Erste und autorisierte Biographie). Neuausgabe: Kiepenheuer & Witsch, Köln 2008, ISBN 978-3-462-04056-2
- Anne Laszlo: Marion Gräfin Dönhoff – La „comtesse rouge“ du journalisme allemand, Éditions l’Harmattan, Paris 2014, ISBN 978-2-343-03581-9

Briefsammlungen und Briefwechsel
- Haug von Kuenheim, Theo Sommer (Hrsg.): Ein wenig betrübt, Ihre Marion. Marion Gräfin Dönhoff und Gerd Bucerius. Ein Briefwechsel aus fünf Jahrzehnten Siedler, Berlin 2003, ISBN 3-88680-798-3.
- Irene Brauer, Friedrich Dönhoff (Hrsg.): Marion Gräfin Dönhoff. Ein Leben in Briefen. Hoffmann und Campe, Hamburg 2009, ISBN 978-3-455-50118-6
- Ulrich Schlie (Hrsg.): Marion Gräfin Dönhoff und Carl Jackob Burckhardt: „Mehr als ich Dir jemals werde erzählen können“. Ein Briefwechsel. Hoffmann und Campe, Hamburg 2008, ISBN 978-3-455-50040-0.

Erinnerungen aus dem Kreis der Familie, von Freunden und Weggefährten
- Dieter Buhl, Die-Zeit-Stiftung Ebelin und Gerd Bucerius (Hrsg.): Marion Gräfin Dönhoff – Wie Freunde und Weggefährten sie erlebten. Hoffmann und Campe, Hamburg 2006, ISBN 3-455-50011-0 (Gespräche und Interviews).
- Friedrich Dönhoff: „Die Welt ist so, wie man sie sieht.“ Erinnerungen an Marion Dönhoff. btb, München 2004, ISBN 3-442-73167-4.
- Haug von Kuehnheim, Theo Sommer: Fast eine Freundschaft. In: Die Zeit, Nr. 42/2003, über Marion Dönhoff und Gerd Bucerius
- Fritz Stern: Fünf Deutschland und ein Leben. Erinnerungen. Beck, München 2007, ISBN 978-3-406-55811-5.

Biografische Einzelaspekte
- Kilian Heck, Christian Thielemann (Hrsg.): Friedrichstein. Das Schloss der Grafen von Dönhoff in Ostpreußen. Deutscher Kunstverlag, München, Berlin 2006, ISBN 3-422-06593-8.
- Tatjana Gräfin Dönhoff: Weit ist der Weg nach Westen – Auf der Fluchtroute von Marion Gräfin Dönhoff. Mit Fotografien von Jo Röttger. Nicolai’sche Verlagsbuchhandlung, Berlin 2004, ISBN 978-3-89479-215-2
- Bettina Flitner: Frauen mit Visionen – 48 Europäerinnen. Mit Texten von Alice Schwarzer. Knesebeck, München 2004, ISBN 3-89660-211-X, S. 72–75.
- Marion Gräfin Dönhoff: In Memoriam 20. Juli 1944. Geschrieben zum 1. Jahrestag 1945. Auszüge in: Ein Tag wie kein anderer. In: Die Zeit, Nr. 30/2001

Interviews
- Gero von Boehm: Marion Gräfin Dönhoff. 23. Februar 1984. Interview in: Begegnungen. Menschenbilder aus drei Jahrzehnten. Collection Rolf Heyne, München 2012, ISBN 978-3-89910-443-1, S. 42–50